# 흥친왕
흥친왕 이재면(興親王 李載冕, 완흥군(完興君), 1845년 8월 22일(음력 7월 20일) ~ 1912년 9월 9일)은 조선 말기의 왕족·군인·정치인이자 대한제국의 황족·군인으로, 흥선대원군의 적장자(嫡長子)이자 고종의 친형이며 이준용의 아버지이다. 대한제국 성립 후 완흥군(完興君)에 책봉되었다가 1910년 흥친왕(興親王)으로 진봉되었다. 처음 이름은 재록인데 1858년 재면으로 이름을 개명했다.
1863년 음서로 사용이 되었으며 이듬해 과거에 급제하여 아버지 흥선대원군의 집권기간 중 도승지, 참의, 직제학 등을 지내고, 1874년 11월 흥선대원군이 퇴출당하고 고종의 친정 이후에도 이조와 형조, 병조판서 등을 지냈다. 한때 흥선대원군으로부터 동생 고종의 대안으로 검토되기도 했다. 관직은 상보국숭록대부(上輔國崇祿大夫) 궁내부 대신, 육군 부장에 이르렀다.
1874년 11월 흥선대원군은 고종과 명성황후를 몰아내고 이재면의 아들 이준용을 추대하려 했고, 4회의 쿠데타를 기도했다가 실패했다. 이후 이재면은 고종의 냉대를 받았고 1899년(광무 2) 사도세자가 장종으로 추존된 뒤에도, 당시 황제의 친형이었음에도 4대 승습에 따른 작위를 받지 못했다. 1907년(융희 1) 완흥군에 책봉되었고, 1910년(융희 4) 8월 흥친왕으로 진봉되었다. 일제강점기에는 공족으로 강등되어 이희 공이 되었다. 본관은 전주(全州)이고, 처음 이름은 재록(載錄), 자는 무경(武卿), 호는 우석(又石)이고 나중에 개명하여 이희(李熹)로도 알려져 있다. 첫 작위가 완흥군이었으므로 완흥군 이재면으로도 부른다.

## 생애

### 생애 초반

#### 출생과 가계
흥친왕 이재면은 1845년 8월 22일(음력 7월 20일) 한성부 중부(中部) 사동(寺洞) 사저에서 흥선대원군 이하응과 판돈녕부사 민치구(閔致久)의 딸 여흥부대부인 민씨 사이에서  태어났다. 처음 이름은 재록(載錄)이었다가 뒤에 1858년 8월 18일 재면으로 고쳤다. 조선총독부가 작성한 이희공실록에 의하면 그가 태어나자마자 지어진 이름은 재록이었다 한다. 자(字)는 무경(武卿)이다. 조선 헌종이 후사 없이 사망하고, 철종도 아들 이융준이 먼저 죽어 연이어 후사가 없자 이재면 역시 유력 왕위계승권자 후보자로 지목되었으나, 철종이 사망할 무렵 그는 성인이었기에 왕위 계승권 서열에서 밀리게 되었다.
이는 철종 사망 당시 12세의 미성년자였던 이명복(흥선대원군의 차남)이 성인인 흥친왕보다 조종하기 쉬울 것이라는 흥선대원군의 계략과 조대비의 묵인이 작용한 결과였다. 흥선대원군은 안동 김씨 내부에서도 김병학, 김병국 형제를 포섭했다. 또한 흥선대원군은 안동 김씨의 일부를 포섭할 때, 좀더 지지율을 확실히 얻고자 김병학(金炳鶴)의 딸, 혹은 김병문의 딸 중에서 둘째 아들인 명복의 배필로 맞이하기로 결혼 약속한 바 있다. 이것 역시 재면 보다는 명복을 선택하게 된 원인이 되었다. 한때 그는 아버지 흥선대원군에 의해 큰아버지 흥완군 이정응의 양자로 보내지는 것이 고려되기도 했다. 흥완군의 아들 이재원은 집안의 제사를 받들기 위해 자녀 없이 젊어서 죽은 자신의 친형 흥녕군 창응의 양자로 보내면서 자신은 자녀가 없게 됐다. 그의 흥완군 양자 지정 논란은 훗날 고종 즉위 후 1864년 고종에 의해 취소되어 최종 종결되었다.
친동생 명복이 있었고, 그 외에도 서출 출신 이복형 이재선과 이윤용의 처가 된 이씨가 있었다. 한때 이재선은 그의 동생으로 알려졌다가 1970년대 이후 국사편찬위원회의 연구 끝에 이재선 모역 사건 당시의 심문, 추궁, 재판기록이 나타나면서 이재선이 그보다 나이가 더 많은 것이 알려지게 되었다.

#### 관직에 오르다
통덕랑(通德郞)을 지낸 풍산 홍씨 홍병주(洪秉周)의 딸과 결혼하여 이준용, 이문용 형제와 2녀를 얻었으나 일찍 죽고 뒤에 38년 연하인 참봉 이인구(李麟九)의 딸과 재혼하였다. 그밖에 1명의 첩에게서 서녀 1명을 보았다. 
남달리 나서는 것을 별로 좋아하지 않던 그는 아버지인 흥선대원군의 뜻을 거슬리지 않았다. 아버지 흥선대원군은 그런 그보다, 그의 장남이며 영특하고 야심만만한 손자 영선군 이준용을 더욱 총애한다. 또한 욕심이 많았던 이준용의 기질 역시 흥선대원군과 죽이 맞았다. 그는 여러번 과거 시험을 준비하였지만 그때마다 번번히 낙방하였다.
철종 치세기간 중 흥선대원군은 일부러 어리석음을 가장하여 김병기에게 아들 이재면의 관직을 청탁하기도 했다. 윤효정은 흥선군이 김병기에게 그의 과거 합격 청탁을 했다 한다. 흥선군은 일부러 김병기를 찾아가 아들 이재면의 문과 합격을 청탁했는데, 김병기는 마음 속으로는 몰지각함과 비열함을 비웃으며 한마디 대꾸도 하지 않았다 한다. 흥선군은 똑같이 김병기의 외조카 남병철(南秉哲)에게도 똑같이 아들의 등과 합격을 청탁하니, 남병철은 몹시 분개했다.  왕실의 금지옥엽인데, 이렇게 초라해진 형편으로 아들의 등과를 청탁하니 이렇게 어리석을 데가 어디 있겠느냐는 것이었다. 그런데 박제형의 근세조선정감에는 흥선군을 대놓고 멸시하던 인물의 한 사람으로 남병철을 지목했다.
1863년 관직에 올랐고, 그 해 사용(司勇)이 되었다. 11월 인정전(仁政殿)에서 철종이 감제(柑製)를 친히 주관할 때 1등하여, 바로 과거에 직부전시(直赴殿試)에 응시할 자격이 부여되었다.

### 관료 생활

#### 관료 생활 초기

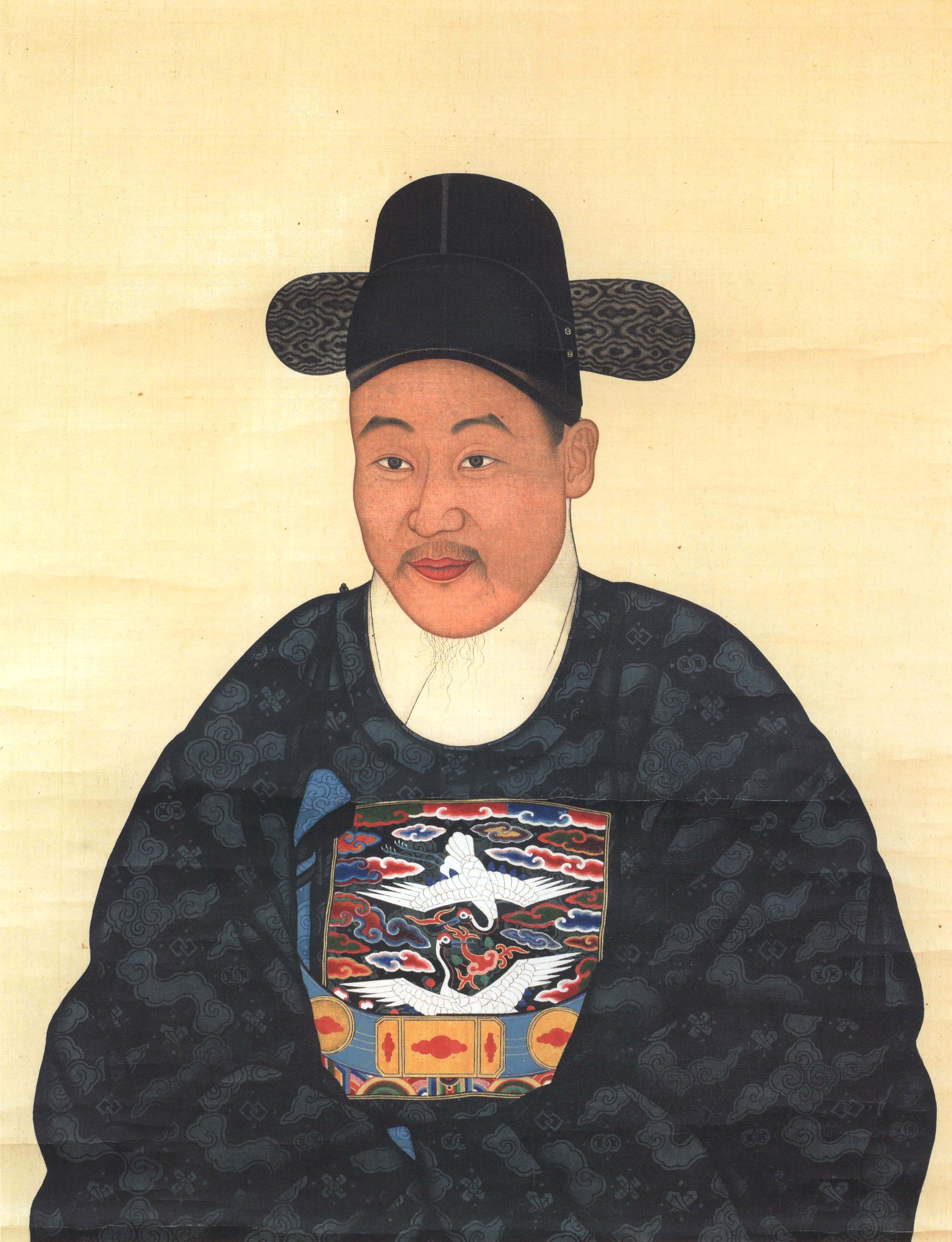
이재면 초상화 (청년기)

1863년 12월 동생 재황이 후사없이 죽은 철종의 뒤를 이어 조선 왕으로 즉위했다. 그는 바로 승후관 부사용(承候官付司勇)에 제수되었다. 1864년(고종 1년) 5월 문과 정시(庭試)에 병과(丙科) 8등으로 급제하여, 그날로 바로 규장각 대교(待敎)에 임명되었고, 여러 고위 관직을 거쳤다. 그해 8월 아버지 흥선대원군은 다시 그를 아들 없이 죽은 친형 흥완군 정응의 양자로 보냈다. 그러나 대왕대비 조씨의 특명으로 다른 종친의 자제를 흥완군의 양자로 하도록 하고, 이재면의 양자 입양은 취소되었다. 혹은 고종의 특명이었다는 설도 있다.
이후 고종 집권 초기에 삼사(三司)에서 한림(翰林)과 주서(注書)를 역임하고 예문관검열과 언관직을 거친 뒤에 규장각시교, 예문관검열, 승정원주서, 이조전랑 등을 지냈다.

#### 대원군 섭정기간 중
그 뒤 당상관으로 승진 1865년(고종 2년) 1월 통정대부로 승진하여 승정원동부승지에 임명되었다가 부호군(副護軍)이 되었다. 1월 15일 철종의 빈전의 향관(享官)으로 추가 선출되었다. 이후 다시 승정원동부승지가 됐다가 4월 성균관대사성, 이조참의, 부제학 등을 거쳐 이후 성균관대사성·승정원도승지ㆍ이조참의ㆍ호조참의ㆍ예조참의, 부제학, 직제학 등을 역임했다.
1866년 3월 약방 부제조가 되었다.
1866년 도승지, 1867년에는 직제학이 됐다가 그해 3월 가선대부 동지경연사(同知經筵事)로 승진하였고, 바로 이조참판이 되었다. 이후 동지경연사, 종정경에 제수되었고, 의정부 당상을 역임하였다. 그 뒤 병조판서, 금위대장, 이조판서, 예조판서 등을 지냈다. 1873년 종정경(宗正卿)이 되었으나 1874년 11월 아버지 흥선대원군이 명성황후에 의해 섭정직에서 강제 축출당한 뒤에도 그는 유유하고 고분고분한 성격 덕에 계속 관직에 남아 있을 수 있었다. 동생이 국왕이었고 아버지는 섭정인데도 자신에게는 낮은 직위가 부여되었던 것에 불만을 품기도 했다. 이때문에 그는 한때 명성황후 측에 가담하기도 했다. 외가인 민씨 척족에게 아부한 것 역시 관직을 계속 유지하는 비결이었다.

#### 대원군 축출 이후

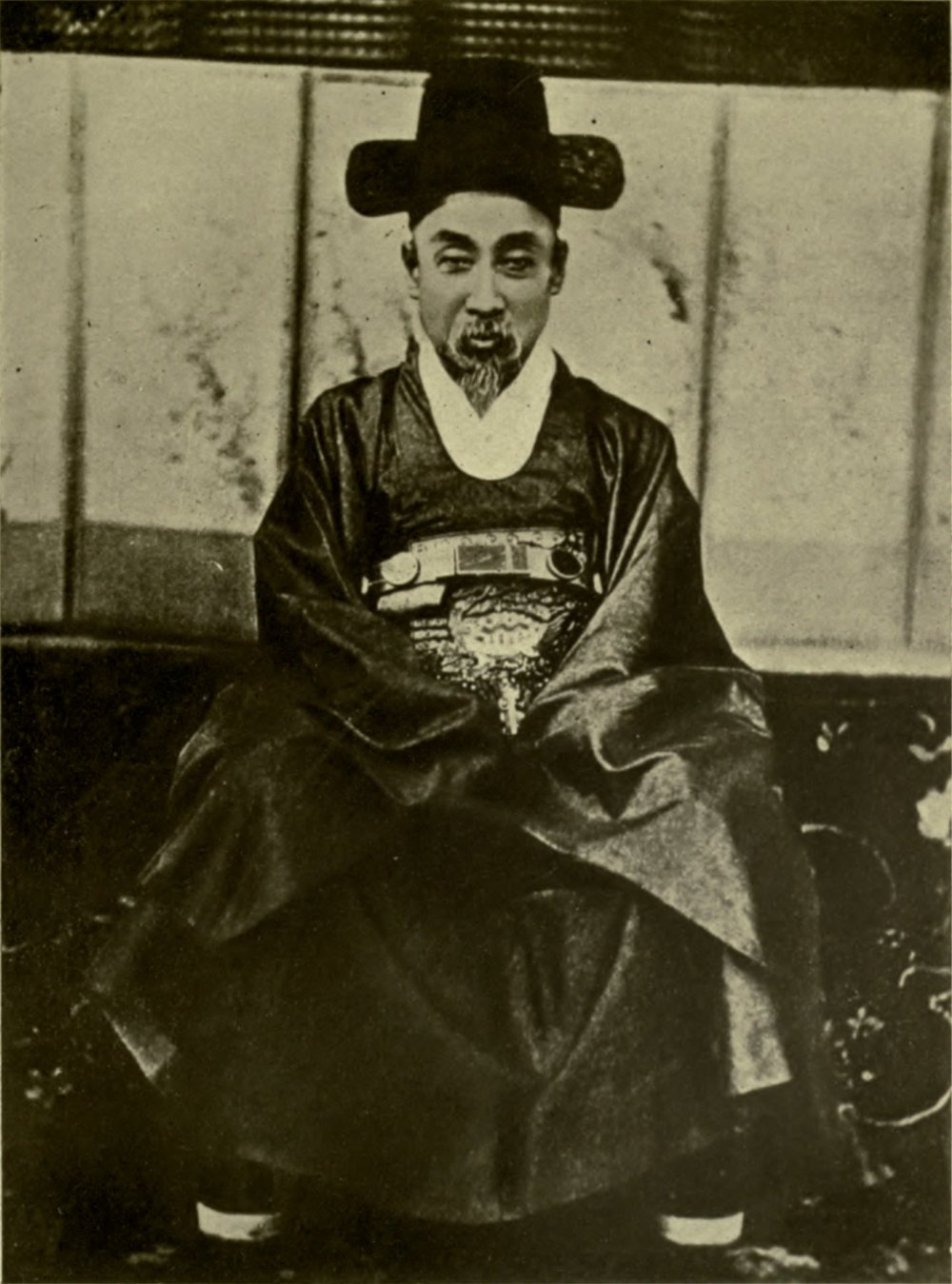
아버지 흥선대원군

1878년(고종 16년) 자헌대부로 승진하여 지경연사(知經筵事)가 되었고, 종정부, 춘추관, 의금부사를 겸임하였으며, 1879년 형조판서(刑曹判書), 시강원 우부빈객(侍講院右副賓客), 시강원 좌빈객, 별입직(別入直)을 거쳐 종1품으로 특서되었다. 그해 숭정대부에 승진하여 행 병조판서가 되었고, 판의금부사(判義禁府事), 1880년 병조판서, 1881년 1월 금위대장, 판돈녕부사(判敦寧府事) 등을 지냈다. 이어 1월 말 판돈녕부사로 통리기무아문당상, 사대교린당상(事大交隣堂上)에 올라 이조판서, 예조판서를 지냈다. 그해 숭록대부로 승진하였다.
1881년 4월 시강원 우빈객(侍講院右賓客)이 되고 이후 금위대장과, 지훈련원사를 거쳐 같은 해 8월 이조판서가 되었다. 그해 10월 이재선의 옥사가 있자 상소를 올려 이재선의 적형임을 들어 스스로 죄를 청하였고, 곧 사직했다. 그 뒤 이재선의 옥사 관련자들에게 역적의 율로 다스려야 된다는 사헌부와 사간원 및 성균관 유생들의 비난을 받을 때 그는 역모 가담자의 가까운 친족이었음에도 특별히 화를 면할 수 있었다. 1882년 3월 보국숭록대부로 승진, 행 예조판서가 되고, 호조판서를 겸하였다. 이어 훈련대장, 선혜청 당상, 판삼군부사를 역임했다.

#### 임오군란과 보정부 왕래
1882년 6월 임오군란으로 아버지 흥선대원군이 다시 섭정으로 재추대되자 일시적으로 무위대장(武衛大將)으로 사태수습에 힘썼다. 호조판서·선혜청당상(宣惠廳堂上)·지삼군부사(知三軍府事)·훈련대장을 겸하였다.
1882년 7월에 아버지 흥선대원군이 납치되어 청나라에 호송, 톈진의 보정부(保定府)에 억류되어 감금생활을 한다는 소식을 접하다. 그는 대원군의 텐진 납치기간 중 아버지와 서신 연락을 주고받았다.
아버지 흥선대원군은 청나라 군인과 문인들의 굴욕과 모욕을 감수하면서도 그는 비밀리에 국내에 편지 서신을 보내 자신을 구해줄 것을 요청하기도 한다. 이는 1973년 10월 4일 대한민국 월간 문학사상 자료 조사연구실에서 발굴되어 세상에 알려지게 되었다.
편지를 쓸때 그는 순 한글체로 썼는데, 이는 한자나 영어로 썼다가는 발각되었을 때 청나라의 군인들이 해석할 것을 염려하였기 때문이었다.
여기서부터 내일 아침에 떠나 출발하면 이틀만에 천진에 도착할 수 있다. 왕복에 7~8일이 허비하리라 한다. 이 배에서 다 말하기를 오늘날 태공(흥선대원군을 지칭)이 천조에 들어가는 것이 크게 다행이라 한다. 총총이 겨우 써서 숨겨두고, 전편(傳便)을 기다려 부칠 생각이다. 동하지(충동당하지) 말고 안정하라

1884년 음력 7월 15일 청나라로 끌려가는 배 안에서 몰래 쓴 편지

텐진의 보정부에 감금된 뒤에도 몰래 비밀리에 편지를 써서 인편을 통해 고국으로 부쳤다.
다시 뵈옵도 못하고 세상이 올이지 않이하리신이 지필을 다해야 한심하오니다. 태평히지니시옵기 니니 발아옵니다. - 보정부 안치죄 이상서
(다시 뵙도 못하고 이승에서 내 목숨이 오래지 못하겠으니 종이와 붓을 마주 대하기 한심하옵니다. 내내 태평히 지내시기를 바라옵니다. - 보정부 안치죄 이상서

1884년 음력 10월 12일 보정부에서 몰래 쓴 편지

민승호의 양자 민영익은 흥선대원군이 민승호 일가를 폭탄테러로 죽였다고 단정하고 복수하겠다고 다짐했다 한다. 이 소식을 접한 대원군은 바로 비밀편지를 작성하여 아들 이재면에게 도움을 요청한다.
신문지의 경평이(경평군)는 내 편이고, 영익이(민영익)는 딴 편으로 말하고, 영익이가 머리 깎았다 하면서 일번 기별하여 원수를 갚는다 하였으니 우습다. 사신을 또 보내어야 되지, 안보내면 상감이 불효의 이름을 면치 못할 것이니 부디 주선하되 (올수 있으면) 너더러 들어가라

1884년 날짜 미상, 보정부에서 몰래 쓴 편지

나가고 안이 나가는 것은 고사하고 상감 쳬면이 쳔하의 빗치 나기시니 부디 잘 알외어니 일신을 살려다고....
(나 되돌아가고 못 돌아가는 것은 고사하고, 상감의 체면이 천하에 빛이 나겠으니, 부디 잘 아뢰어 내 한몸을 살려다오)

1884년 날짜 미상, 보정부에서 몰래 쓴 편지

대원군의 구조 요청을 비밀리에 접한 흥친왕은 배편으로 1884년 6월부터 텐진의 보정부로 왕래한다. 그해 12월 그는 인천항을 출국, 청나라에 유폐중이던 아버지 흥선대원군을 방문하여 위로하고, 1883년 3월에 일시 귀국하였다. 다시 그해 5월에 다시 청나라에 가서 흥선대원군을 봉양하다 귀국하였다.

#### 이재면 추대 미수 사건
1883년 병조판서에 임명되었고 1885년 민씨 정권이 친러, 친일 등의 성향을 보이며 청나라를 견제하려 하자 러시아를 견제하려는 청나라 정부와 위안스카이(袁世凱) 등의 정치적 계산으로 4년여 만에 귀국하게 되었다. 대원군은 1887년 청나라의 위안스카이 등과 결탁하여 고종을 폐위시키고 큰 아들 이재면을 옹립하여 재집권하려다가 실패하였다. 이재선과 이재면을 옹립하려던 추대 기도가 실패로 돌아가면서 흥선대원군은 장손인 이준용을 추대하려 하기도 했다. 그러나 이준용 추대 시도 역시 수포로 돌아갔다.
1881년 이재선 모역 사건으로 이재선이 처형되자 그는 경기도 양주에 매장됐다가 시흥으로 이장된 이재선의 무덤을 직접 돌보거나 사람을 보내 돌보았다. 이재선이 처형된 이후 흥선대원군은 한때 다시 그의 왕위 옹립으 시도하기도 했다. 이러한 사건들이 연이어 터진 이후 흥친왕과 고종 간의 관계는 소원해졌다. 그는 국왕의 친형이었으므로 죽음을 모면했다.

### 장년기

#### 갑신정변의 실패와 은거
1894년(고종 31) 6월 특별히 상보국숭록대부(上輔國崇祿大夫)로 승진하여 영종정경과 영돈녕부사를 역임했다.
1884년 김옥균, 홍영식, 서재필 등에 의해 갑신정변이 발생하자, 개화파와도 인간 관계를 형성했던 그는 정변 내각의 의정부좌찬성(左贊成) 겸 좌우참찬이 되었다. 그러나 갑신정변은 3일만에 진압되었고, 그도 좌찬성 겸 좌우참찬에서 해임되었다. 판종정경의 직위를 받았으나 갑신정변 당시 고위직에 임명되었다는 이유로 민씨 일파의 공격을 받았으며, 정변 관련자들과 내통하였다는 의심을 받게 되었다. 그러나 국왕의 친형이라는 이유로 불문율에 붙여진다. 그 후 흥친왕은 7년간 운현궁에서 칩거하였다.
1887년 12월 첫 부인 풍산홍씨와 사별하였다. 상처한 그는 57세에 20세인 여주이씨 이인구의 딸과 결혼하였다. 여주이씨는 그의 아들 이준용보다 13살 연하였고, 며느리인 광산 김씨보다도 5년 연하였다. 결국 운현궁의 살림은 며느리 광산 김씨의 몫이 되었다.

#### 운현궁 칩거생활 중

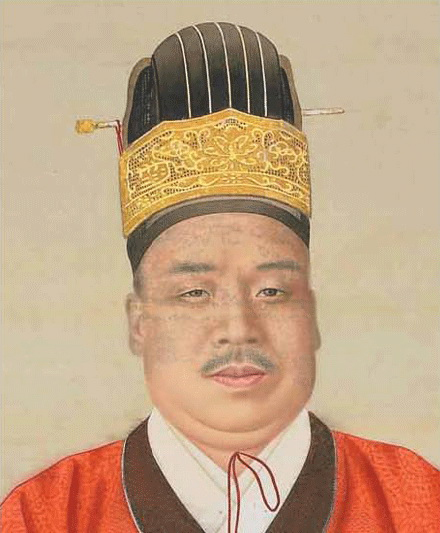
첫째 아들 영선군 이준용

1892년 봄, 운현궁에서 화약이 터지고 여러 건물에 장치된 화약이 발각된 사건이 발생하였다. 황현은 명성황후를 배후로 지목하였다. 황현은 운현궁의 폭탄 테러 사건을 명성황후가 대원군 일가를 폭살하기 위해 벌인 짓이라고 주장하였다. 이때 흥선대원군의 사랑채와 이재면, 이준용 부자의 거처에도 폭약이 장치되어 있었으나 다행히 점화되지 않은 상태에서 발각되었다. 이는 흥선대원군이 명성황후의 오빠인 민승호에게 폭약을 보내 일가를 폭사시켰던 전례에 대한 정치적 보복극이라는 비판이 제기되었다.
1893년 그는 동학 농민군이 상경하여 경복궁 앞에서 복합상소운동을 벌이는 기회를 이용하여 이준용을 왕으로 추대하려 하였다. 정교는 1893년 2월 11일부터 2월 13일까지 3일간 박광호를 소두로 하는 약 50명의 동학교도들이 상경하여 궁궐 앞에서 교조 신원을 탄원하며 연좌시위를 벌인 사건을 대원군이 시킨 일이라고 주장하였다. 이때 정교는 대원군이 은밀히 동학당 수만 명을 서울로 불러 모임을 갖고 장차 불궤를 도모하여 그의 손자 이준용을 (왕으로) 추대하려 했으나 결국 실패하고 말았다고 하였다.
1894년 6월 일본군의 경복궁 쿠데타로 대원군이 집정하자 통리기무아문(統理機務衙門)의 동문사당상경리사(同文司堂上經理事)가 되었다. 7월 14일 특별 가자되어 상보국숭록대부(上輔國崇祿大夫)의 품계를 받고, 7월 15일 궁내부 대신에 임명됐다. 8월 13일 영돈녕원사(領敦寧院事)에 임명되었다. 이어 궁내부 대신을 거쳐 1895년 8월에 다시 궁내부 대신에 임명되었다.

#### 을미사변 전후

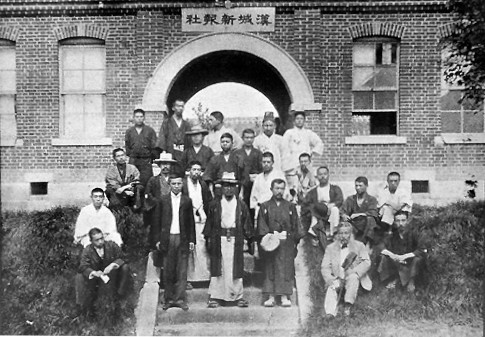
을미사변을 일으킨 낭인들(한성신보 사옥 앞에서)

1895년(고종 32년) 8월 20일 도성에서 을미사변이 일어났을 때, 그는 난에 가담하지 않고 수수방관하였다. 을미사변으로 명성황후가 제거되자, 그는 흥선대원군과 주한일본공사관 공사 미우라 고로(三浦梧樓)의 밀약에 의해 김홍집 내각(金弘集內閣)의 궁내부대신이 되었다.

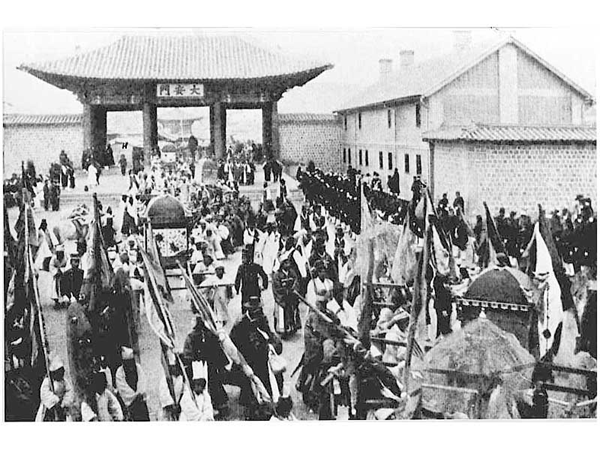
1897년 대한문 앞 명성황후 국장행렬.

명성황후의 국장 때 그는 종척 집사(宗戚執事)로 임명되었고, 빈전에서 왕과 왕자들이 곡을 할 때 왕의 가까운 친척으로써 상복을 입고 곡하는 반열에 참여하였다. 그러나 고종은 이준용을 명성황후 암살에 가담했다고 판단, 의심하였다. 이듬해 2월 초 궁내부 대신(宮內府大臣)을 사퇴한 뒤, 총호사(總護使)에 임명됐다가 2월 중순 고종이 주조선 러시아 공사관으로 퇴거, 아관파천이 일어나자 파면되었다.
이후 영돈녕부사(領敦寧府事)로 임명되었다. 1898년 1월 어머니 여흥부대부인에 이어 아버지 흥선대원군의 임종을 지켰다. 흥선대원군은 죽기 직전 어가(御駕)가 대궐을 떠났느냐며 고종의 행차 여부를 물었으나 그는 묵묵부답이었다. 흥선대원군이 사망한 직후에도 고종에게 아버지의 임종을 알렸다가 화가 미칠 것을 두려워하여 침묵하였다. 그는 입궐하고도 흥선대원군의 부음 소식을 전하지 않았다. 고종은 흥선대원군의 상여가 도성을 떠날 때 알게 되어 멀리서 지켜봤다 한다.

### 생애 후반

#### 대한제국 수립 이후
1899년(광무 3년) 9월 1일 사도세자가 장종대왕으로 추존되면서 9월 1일부터 9월 29일 사이에 사도세자의 4대손에 해당되는 자손들은 현주에서 옹주로 격상되거나 생전 품계보다 높은 품계를 받았다. 동시에 군의 작위를 받지 못한 고종의 동항렬 인사들은 군의 작위를 받았지만 그는 제외되었다. 10월 17일에 다시 장종을 장조 의황제로 추존했지만 그는 군 작위 수여 대상에서  제외됐다.
1900년(광무 4년) 4월 완흥군(完興君)에 봉해졌다. 그러나 을미사변의 관련자로 지목되어 언관들의 탄핵을 받았다. 이재면이 을미사변에는 직접 참여하거나 동조하지 않았으나, 을미사변으로 생겨난 제1차 김홍집 내각에서 궁내부 대신을 역임한 것이 비난의 이유였다. 한동안 벼슬이 없던 그는 생활이 곤란한 처지에 놓였다. 이후 이준용의 아버지라는 이유로 여러번 그를 탄핵하는 상소가 올라왔지만 고종이 형식적으로 답해서 돌려보냈다.
1902년 일본에 망명중인 장남 이준용으로부터 생활비 지원요청을 받자 그는 임정규(林廷圭)를 통해 충분하지 못한 액수의 생활비를 지원하였다. 그는 별다른 소득이 없었고 왕실에서 따로 내탕금을 받지 못했다. 1907년까지 이재면은 별다른 관직도 직업도 없이 생계가 곤란하였다. 하지만 이준용은 일본에서 고종이 보낸 자객에 시달렸고, 망명지에서 생명의 위협을 느끼는 자신을 보호하지 못한 아버지 이재면을 내심 원망하고 있었다. 이준용은 일본에서 엄귀비 책봉 반대 운동, 엄귀비를 황후로 삼으려는 여론에 대한 반대운동 등을 하면서 고종의 분노를 늘렸고, 이는 친형에 대한 냉대로 이어졌다. 일본은 이재면에게 생활비를 지급하여 왕족으로 예우함과 동시에 그를 회유하려 하였다. 
1907년(광무 11) 그는 동생 고종으로부터 대훈이화장(大勳李花章), 서성장(瑞星章)을 받았고, 순종 즉위 후 1907년(융희 1) 11월 27일 대한제국 육군 부장(副將)에 임명됐다. 이어 일본에 보내는 특별보빙사절단에 임명되고, 아들 이준용은 육군 참장에 임명되어 수행원이 되었다. 그해 11월 27일 특명전권대사에 임명되어 12월 4일 사직했으나 순종이 불러 달래어 보빙사절단 과 수행원 이준용, 이달용 등을 대동하고 일본 도쿄를 방문, 1908년 초 귀국했다.
1908년 5월 진종, 헌종 철종을 추가로 황제로 추존할 때 옥보전문서사관으로 참여했다. 1909년(융희 3) 9월 대훈금척대수장(大勳金尺大綬章)을 받았다.

#### 친왕 진봉과 강제 병합

한일합방 직후 흥친왕과 측근들

1910년(융희 4) 5월 초 순종이 친히 돈화문 밖으로 나가 동적전(東耤田)에서 친경, 직접 농싸짓는 행사를 진행할 때 참여했다.
1910년 7월 11일 순종이 조령을 내려 왕실의 가까운 친척이라며 친왕으로 책봉, 흥왕(興王)에 봉해져 이름을 이재면에서 이희(李熹)로 고쳐다. 그러나 한일 합방 공포 하루 전인 8월 28일에 책봉식을 가졌다. 책봉식 다음날 일제에 의해 왕에서 강등, 세습할 수 있는 공(公)족으로 분류되어 이희 공(李熹公)에 봉해졌다.
그러나 당시 이미 정1품 상보국숭록대부의 지위에 있던 아들 이준용은 그의 작위와는 상관없이 남작의 지위를 받았다. 한일 합방 직후 83만 엔의 막대한 양의 합방 공채금을 받았다. 그러나 조선총독부에 별도로 협력하거나 가까이 하지는 않았다. 이후 그는 왕실의 행사가 있을 때마다 이왕가를 방문 또는 초청되어, 인견하였다.
1911년 2월 3일 후처 이씨에게서 딸 1명이 태어났다. 여흥이씨 소생 딸은 순종실록부록에도 나타나지 않는다. 그러나 이 딸은 그가 죽기 직전인 1912년 8월 29일 생후 1년 6개월만에 사망했다. 당시 신문 기사에도 보도되지 않았으며 양공가공족족보에 이름이 나타나 있다. 후처 여흥이씨에게서 얻은 딸은 8월 30일 경기도 고양군 용산면 공덕리(후일의 서울특별시 마포구 공덕동) 야산에 매장됐는데, 흥선대원군 내외의 묘소, 이복 오빠 이문용의 초장지 근처였다.

#### 사망
1911년 1월부터 생활의 곤궁함을 이유로, 집안의 노비를 모두 석방시켰다. 여관 8명, 남자 노비 28명, 여자 노비 25명, 일본인 하인 1명에게 여비를 주어 내보냈다. 이때 자신의 집에 식객으로 있던 이들도 1911년 2월 19일까지 모두 약간의 가산, 여비를 내주어 내보냈다. 그해 10월 20일 전 승정원승지 이순범(李舜範)이 경성부 남대문밖의 건물에서 노인구락부를 조직하자 참여, 이순범은 그를 노인구락부 총재로 추대했다.
이후 운현궁의 이로당에서 거주하다가 만년에 노환, 신장염, 요독증 등의 합병증으로 병석에 누웠다. 1912년 9월 병세가 위독해졌고 순종은 전의(典醫)를 그의 집에 보내 왕진(往診)을 시켰다. 덕수궁(德壽宮)에서도 이태왕 고종은 자신의 어의(御醫)를 보내 흥친왕을 진료하게 했다. 그러나 병세는 심해져 순종은 조선총독부 의료원장 등전(藤田), 의사 삼안(森安) 박사, 왕궁의 일본인 의사 신강(神岡) 등 3명을 보내 진료했으나 성과가 없었다. 9월 6일 열이 38도로 올랐고, 그날 혼수상태에 빠졌다. 
1912년 양력 9월 9일 오전 0시 30분경에 67세를 일기로 한성부 종로방 운니동 운현궁 정침에서 신장염, 요독증 등의 합병증으로 병사하였다. 뇌일혈 등상도 있었다 한다. 그가 죽으면서 그의 공작의 지위는 아들 이준용이 상속하였다. 소생으로 영선군 이준용, 이문용과 딸 1명을 두었다. 흥친왕이 죽자 고종은 친히 그의 빈소에 가서 상복을 입고 곡을 하였다. 장례식은 9월 28일까지 진행되었다.
처음 그의 시신은 1912년 9월 29일 경기도 김포군 고란대면(古蘭臺面) 풍곡리(후일의 경기도 김포시 고촌면 풍곡리) 야산 좌곤(坐坤)에 안장되었다가, 1921년 9월 1일 양주군 화도면 창현리(후일의 남양주시 화도읍 창현리)로 이장되었다. 이때 처음 경기도 광주군 세촌면 수곡리(경기도 성남시 중원구) 계좌에 안장되었다가 다시 양주군 회암면 회암리(후일의 회천읍 회암리)에 안장되었던 부인 풍산홍씨 역시 화도면 창현리 산으로 이장되어 합장되었다. 그보다 앞서 아들 이준용의 묘소가 화도읍 창현리 산에 조성되었다. 그의 묘소 북서편, 이우의 묘소 우측 언덕에 후일 흥선대원군 내외의 묘소가 이장, 조성되었다.

### 사후

흥친왕 이재면 신도비

이재면의 거처는 운현궁의 영로당이었다. 그가 거처하던 운현궁의 영로당은 1917년 그의 아들 영선군 이준용이 오랜 병치레 끝에 사망하자, 이준용의 계실 광산 김씨가 그의 주치의에게 사례로 주었다 한다. 이 주치의는 김장법률사무소 대표변호사 김영무와 바이올리니스트 김영욱의 아버지이다. 두 번째 부인 여주이씨는 29세에 남편을 잃고 종친회의 도움으로 혼자 살아가다 1978년 1월 8일에 운현궁에서 사망했다.
한편 그의 아들 영선군 이준용은 아버지 흥친왕 이재면이 사망한 뒤에도 그는 빈소에서 눈물을 흘리지 않았고 이 때문에 아저씨뻘 되는 이재완 등에게 호된 질책을 당하기도 했다. 이는 국왕의 친형인 아버지가 자기 아들의 신원을 요청하지 못하고 자객들의 일본행도 막지 못한 점, 일본 망명 중에 아버지의 충분한 경제적 지원을 해주지 못했고 집안을 제대로 경영하지 못한 데 대한 실망감 등이 복합적으로 작용한 것이었다.
그의 묘소는 경기도 김포군 고란대면 풍곡리(후일의 고촌면 풍곡리)에서 서울 근처로 이장할 예정이었으나 아들 이준용이 병석에 누워서 진척을 보지 못했다. 한때 양주군 신산리가 그의 묘지 후보로 거론되기도 했다. 1917년 이준용은 사망했고 1920년 6월 21일에 가서야 경기도 양주군 화도면으로 정해졌다. 
1920년 9월 1일 혹은 1921년 9월 1일 묘소가 김포 고촌에서 경기도 양주군 화도면 창현리(현, 남양주시 화도읍 창현리)로 이장되었다. 신도비는 1919년 5월 전 규장각 대제학 운양 김윤식(金允植)이 비문과 글을 짓고, 윤용구(尹用求)가 글씨를 썻으며, 윤용구의 글씨체로 김성근(金聲根)이 비문을 새겼다. 신도비는 바로 세워졌고, 1933년 4월 정만조가 일부 내용을 수정해 새 신도비를 다시 세웠다. 초창기에는 이희공전하 신도비명이라고 세웠지만, 훗날 누군가에 의해 글자가 훼손되었고 1948년 신도비를 새로 다시 세울 때는 흥친왕신도비로 제목 3글자가 바뀌어져서 세워졌다.
그의 신도비는 다른 가족 은신군묘비, 은신군신도비, 낙천군묘비, 영선군신도비, 비문이 없는 백비인 이우공 신도비 등과 함께 후일 후손이 서울특별시에 기증, 서울역사박물관으로 옮겨졌다. 그러나 그의 묘비의 행방은 알 수 없다.

## 기타
2018년 그의 사진으로 추정되는 사진이 발견되었다. 배경은 운현궁이었으며, 흥선대원군이 앉아서 촬영한 사진과 같은 장소인 것이 확인되었다. 그러나 이 사진이 그의 사진인지 이재선의 사진인지, 또다른 운현궁 친인척의 사진인지 여부는 아직 밝혀지지 않았다.
1858년 7월 18일에 처음 이름 이재록에서 이재면으로 이름을 개명했다. 이는 조선총독부에서 남긴 기록을 통해 알려지게 되었다. 그 뒤 한일 합방 조약 직전 1910년 8월 24일에 다시 이희로 개명했다.

### 친일 행적 논란
2006년 친일반민족행위진상규명위원회가 조사 발표한 친일반민족행위 106인 명단에 포함되었다. 1910년 8월 22일 한일 합병 조약 체결에 관한 회의에서 대한제국 황족 대표로 참석해 조약 체결에 동의하는 데 가담 했다는 것이 그가 친일파로 지목된 이유였다. 그러나 흥친왕의 친일 행적이나 은사금 수령이 일제에 의한 회유책이지 흥친왕의 자발적인 행적은 아니라는 이견이 제기되어 왔다.
2007년 1월 18일 이재면의 증손 이모씨가 자신의 증ㆍ조부의 행위를 친일행위로 규정한 친일반민족행위진상규명위원회의 결정을 취소해 달라며 소송을 제기했다. 친일반민족행위 진상규명위원회가 일제 강점 하 반민족행위 진상규명에 관한 특별법에 근거해 구한말 자신의 증조부와 조부의 행적을 친일행위로 규정해 발표하자, 2006년 11월 한국 헌법상 보장된 인격권 등 기본권을 침해당했다며 헌법소원심판을 청구했다.
1월 18일 서울행정법원에 따르면 이씨는 소장에서 "친일반민족행위진상규명위가 증조부와 조부의 행위를 일제 강점기하에서의 친일반민족 행위로 결정한 근거법률인 반민족특별법이 위헌이기 때문에 이 결정은 효력이 없어 취소돼야 한다"고 주장했다.
이씨는 친일반민족행위진상규명위의 결정이 위헌이라는 점에 대해서는 추후 제출할 위헌심판제청신청서에서 자세하게 밝히겠다고 덧붙였다. 그러나 2009년 10월 5일 그의 증손이 낸 소송은 대한민국 헌법재판소에서 각하되었다.
2009년 10월 5일 서울행정법원 재판부는 "친일반민족행위 결정을 통한 후손의 인격권 침해는 법률조항 자체에 의한 것이 아니라 친일반민족행위진상규명위원회의 조사에 따른 결정과 사료의 공개라는 구체적인 집행행위를 매개로 발생하는 것이고 이에 대해서는 행정소송으로 구제받을 수 있는 것"이라며 이같이 결정했다. "사자(死者)인 조사대상자에 대한 친일반민족행위 결정이 있으면 사자와의 관계를 통해 스스로의 인격상을 형성하고 명예를 지켜온 후손의 인격권도 제한된다는 점을 인정하면서도, 이는 일반 행정소송의 방법으로 구제받을 수 있다는 이유로 기본권 침해의 직접성을 부인한 것"이라고 덧붙였다.
재판부는 "이 사건 친일반민족행위 결정은 해당 법률 조항 자체에 의한 것이 아니라 규명위원회의 조사결과에 따른 결정과 이에 수반되는 조사보고서 및 사료의 공개라는 구체적인 집행행위를 매개로 비로소 발생한 것"이라며 "이는 일반 행정소송의 방법으로 구제받을 수 있는 것이므로 이씨의 심판 청구는 기본권 침해의 직접성을 인정할 수 없다"고 밝혔다.
이어 "친일반민족행위 결정으로 인해 조사대상자 및 그 후손의 인격권이 제한받게 되더라도 이는 부수적 결과에 불과할 뿐 이것을 두고 일종의 형벌로서 수치형이나 명예형에 해당한다고 보기 어렵다"며 "따라서 청구인의 기본권 침해의 가능성을 인정할 수 없다."는 것이다. 2008년 민족문제연구소가 발표한 친일인명사전 수록예정자 명단에도 수록되었다.

## 상훈
- 1907년 9월 19일 대한제국 대훈위 이화대수장(大勳位李花大綬章)
- 1907년 대한제국 대훈위 서성대수장(大勳位瑞星大綬章)
- 1909년 9월 22일 대한제국 대훈위 금척대수장(大勳位金尺大綬章)

## 가족 관계
| 계보 : 조선 왕실 흥선대원군의 4대조 운현궁 |

|                  |                  |                  |                  |                  |                  |  |  | 이종 제16대 인조 |                  |                  |                  |                  |                  |  |  |             |             |             |             |             |             |  |  |                        |                        |                        |                        |                        |                        |  |  |                      |                      |                      |                      |                      |                      |  |  |                      |                      |                      |                      |                      |                      |  |  |                         |                      |                      |                      |                      |                      |  |  |                        |                        |                        |                        |                        |                        |  |  |  |  |
|                  |                  |                  |                  |                  |                  |  |  |                  |                  |                  |                  |                  |                  |  |  |             |             |             |             |             |             |  |  |                        |                        |                        |                        |                        |                        |  |  |                      |                      |                      |                      |                      |                      |  |  |                      |                      |                      |                      |                      |                      |  |  |                         |                      |                      |                      |                      |                      |  |  |                        |                        |                        |                        |                        |                        |  |  |  |  |
|                  |                  |                  |                  |                  |                  |  |  |                  |                  |                  |                  |                  |                  |  |  |             |             |             |             |             |             |  |  |                        |                        |                        |                        |                        |                        |  |  |                      |                      |                      |                      |                      |                      |  |  |                      |                      |                      |                      |                      |                      |  |  |                         |                      |                      |                      |                      |                      |  |  |                        |                        |                        |                        |                        |                        |  |  |  |  |
| 이왕 소현세자    | 이왕 소현세자    | 이왕 소현세자    | 이왕 소현세자    | 이왕 소현세자    | 이왕 소현세자    |  |  | 이호 제17대 효종 | 이호 제17대 효종 | 이호 제17대 효종 | 이호 제17대 효종 | 이호 제17대 효종 | 이호 제17대 효종 |  |  |             |             |             |             |             |             |  |  | 이요 인평대군          | 이요 인평대군          | 이요 인평대군          | 이요 인평대군          | 이요 인평대군          | 이요 인평대군          |  |  |                      |                      |                      |                      |                      |                      |  |  |                      |                      |                      |                      |                      |                      |  |  |                         |                      |                      |                      |                      |                      |  |  |                        |                        |                        |                        |                        |                        |  |  |  |  |
| 이왕 소현세자    | 이왕 소현세자    | 이왕 소현세자    | 이왕 소현세자    | 이왕 소현세자    | 이왕 소현세자    |  |  | 이호 제17대 효종 | 이호 제17대 효종 | 이호 제17대 효종 | 이호 제17대 효종 | 이호 제17대 효종 | 이호 제17대 효종 |  |  |             |             |             |             |             |             |  |  | 이요 인평대군          | 이요 인평대군          | 이요 인평대군          | 이요 인평대군          | 이요 인평대군          | 이요 인평대군          |  |  |                      |                      |                      |                      |                      |                      |  |  |                      |                      |                      |                      |                      |                      |  |  |                         |                      |                      |                      |                      |                      |  |  |                        |                        |                        |                        |                        |                        |  |  |  |  |
|                  |                  |                  |                  |                  |                  |  |  | 이연 제18대 현종 | 이연 제18대 현종 | 이연 제18대 현종 | 이연 제18대 현종 | 이연 제18대 현종 | 이연 제18대 현종 |  |  |             |             |             |             |             |             |  |  | 이욱 복녕군            | 이욱 복녕군            | 이욱 복녕군            | 이욱 복녕군            | 이욱 복녕군            | 이욱 복녕군            |  |  |                      |                      |                      |                      |                      |                      |  |  |                      |                      |                      |                      |                      |                      |  |  |                         |                      |                      |                      |                      |                      |  |  |                        |                        |                        |                        |                        |                        |  |  |  |  |
|                  |                  |                  |                  |                  |                  |  |  | 이연 제18대 현종 | 이연 제18대 현종 | 이연 제18대 현종 | 이연 제18대 현종 | 이연 제18대 현종 | 이연 제18대 현종 |  |  |             |             |             |             |             |             |  |  | 이욱 복녕군            | 이욱 복녕군            | 이욱 복녕군            | 이욱 복녕군            | 이욱 복녕군            | 이욱 복녕군            |  |  |                      |                      |                      |                      |                      |                      |  |  |                      |                      |                      |                      |                      |                      |  |  |                         |                      |                      |                      |                      |                      |  |  |                        |                        |                        |                        |                        |                        |  |  |  |  |
|                  |                  |                  |                  |                  |                  |  |  | 이순 제19대 숙종 | 이순 제19대 숙종 | 이순 제19대 숙종 | 이순 제19대 숙종 | 이순 제19대 숙종 | 이순 제19대 숙종 |  |  |             |             |             |             |             |             |  |  | 이혁 의원군            | 이혁 의원군            | 이혁 의원군            | 이혁 의원군            | 이혁 의원군            | 이혁 의원군            |  |  |                      |                      |                      |                      |                      |                      |  |  |                      |                      |                      |                      |                      |                      |  |  |                         |                      |                      |                      |                      |                      |  |  |                        |                        |                        |                        |                        |                        |  |  |  |  |
|                  |                  |                  |                  |                  |                  |  |  | 이순 제19대 숙종 | 이순 제19대 숙종 | 이순 제19대 숙종 | 이순 제19대 숙종 | 이순 제19대 숙종 | 이순 제19대 숙종 |  |  |             |             |             |             |             |             |  |  | 이혁 의원군            | 이혁 의원군            | 이혁 의원군            | 이혁 의원군            | 이혁 의원군            | 이혁 의원군            |  |  |                      |                      |                      |                      |                      |                      |  |  |                      |                      |                      |                      |                      |                      |  |  |                         |                      |                      |                      |                      |                      |  |  |                        |                        |                        |                        |                        |                        |  |  |  |  |
|                  |                  |                  |                  |                  |                  |  |  |                  |                  |                  |                  |                  |                  |  |  |             |             |             |             |             |             |  |  |                        |                        |                        |                        |                        |                        |  |  |                      |                      |                      |                      |                      |                      |  |  |                      |                      |                      |                      |                      |                      |  |  |                         |                      |                      |                      |                      |                      |  |  |                        |                        |                        |                        |                        |                        |  |  |  |  |
| 이윤 제20대 경종 | 이윤 제20대 경종 | 이윤 제20대 경종 | 이윤 제20대 경종 | 이윤 제20대 경종 | 이윤 제20대 경종 |  |  | 이금 제21대 영조 | 이금 제21대 영조 | 이금 제21대 영조 | 이금 제21대 영조 | 이금 제21대 영조 | 이금 제21대 영조 |  |  | 이훤 연령군 | 이훤 연령군 | 이훤 연령군 | 이훤 연령군 | 이훤 연령군 | 이훤 연령군 |  |  | 이숙 안흥군            | 이숙 안흥군            | 이숙 안흥군            | 이숙 안흥군            | 이숙 안흥군            | 이숙 안흥군            |  |  |                      |                      |                      |                      |                      |                      |  |  |                      |                      |                      |                      |                      |                      |  |  |                         |                      |                      |                      |                      |                      |  |  |                        |                        |                        |                        |                        |                        |  |  |  |  |
| 이윤 제20대 경종 | 이윤 제20대 경종 | 이윤 제20대 경종 | 이윤 제20대 경종 | 이윤 제20대 경종 | 이윤 제20대 경종 |  |  | 이금 제21대 영조 | 이금 제21대 영조 | 이금 제21대 영조 | 이금 제21대 영조 | 이금 제21대 영조 | 이금 제21대 영조 |  |  | 이훤 연령군 | 이훤 연령군 | 이훤 연령군 | 이훤 연령군 | 이훤 연령군 | 이훤 연령군 |  |  | 이숙 안흥군            | 이숙 안흥군            | 이숙 안흥군            | 이숙 안흥군            | 이숙 안흥군            | 이숙 안흥군            |  |  |                      |                      |                      |                      |                      |                      |  |  |                      |                      |                      |                      |                      |                      |  |  |                         |                      |                      |                      |                      |                      |  |  |                        |                        |                        |                        |                        |                        |  |  |  |  |
|                  |                  |                  |                  |                  |                  |  |  |                  |                  |                  |                  |                  |                  |  |  |             |             |             |             |             |             |  |  |                        |                        |                        |                        |                        |                        |  |  |                      |                      |                      |                      |                      |                      |  |  |                      |                      |                      |                      |                      |                      |  |  |                         |                      |                      |                      |                      |                      |  |  |                        |                        |                        |                        |                        |                        |  |  |  |  |
| 이행 진종        | 이행 진종        | 이행 진종        | 이행 진종        | 이행 진종        | 이행 진종        |  |  | 이선 장조        | 이선 장조        | 이선 장조        | 이선 장조        | 이선 장조        | 이선 장조        |  |  | 이온 낙천군 | 이온 낙천군 | 이온 낙천군 | 이온 낙천군 | 이온 낙천군 | 이온 낙천군 |  |  | 이진익                 | 이진익                 | 이진익                 | 이진익                 | 이진익                 | 이진익                 |  |  |                      |                      |                      |                      |                      |                      |  |  |                      |                      |                      |                      |                      |                      |  |  |                         |                      |                      |                      |                      |                      |  |  |                        |                        |                        |                        |                        |                        |  |  |  |  |
| 이행 진종        | 이행 진종        | 이행 진종        | 이행 진종        | 이행 진종        | 이행 진종        |  |  | 이선 장조        | 이선 장조        | 이선 장조        | 이선 장조        | 이선 장조        | 이선 장조        |  |  | 이온 낙천군 | 이온 낙천군 | 이온 낙천군 | 이온 낙천군 | 이온 낙천군 | 이온 낙천군 |  |  | 이진익                 | 이진익                 | 이진익                 | 이진익                 | 이진익                 | 이진익                 |  |  |                      |                      |                      |                      |                      |                      |  |  |                      |                      |                      |                      |                      |                      |  |  |                         |                      |                      |                      |                      |                      |  |  |                        |                        |                        |                        |                        |                        |  |  |  |  |
|                  |                  |                  |                  |                  |                  |  |  |                  |                  |                  |                  |                  |                  |  |  |             |             |             |             |             |             |  |  |                        |                        |                        |                        |                        |                        |  |  |                      |                      |                      |                      |                      |                      |  |  |                      |                      |                      |                      |                      |                      |  |  |                         |                      |                      |                      |                      |                      |  |  |                        |                        |                        |                        |                        |                        |  |  |  |  |
| 이산 제22대 정조 | 이산 제22대 정조 | 이산 제22대 정조 | 이산 제22대 정조 | 이산 제22대 정조 | 이산 제22대 정조 |  |  | 이인 은언군      | 이인 은언군      | 이인 은언군      | 이인 은언군      | 이인 은언군      | 이인 은언군      |  |  | 이진 은신군 | 이진 은신군 | 이진 은신군 | 이진 은신군 | 이진 은신군 | 이진 은신군 |  |  | 이병원                 | 이병원                 | 이병원                 | 이병원                 | 이병원                 | 이병원                 |  |  |                      |                      |                      |                      |                      |                      |  |  |                      |                      |                      |                      |                      |                      |  |  |                         |                      |                      |                      |                      |                      |  |  |                        |                        |                        |                        |                        |                        |  |  |  |  |
| 이산 제22대 정조 | 이산 제22대 정조 | 이산 제22대 정조 | 이산 제22대 정조 | 이산 제22대 정조 | 이산 제22대 정조 |  |  |                  | 이인 은언군      | 이인 은언군      | 이인 은언군      | 이인 은언군      | 이인 은언군      |  |  | 이진 은신군 | 이진 은신군 | 이진 은신군 | 이진 은신군 | 이진 은신군 | 이진 은신군 |  |  | 이병원                 | 이병원                 | 이병원                 | 이병원                 | 이병원                 | 이병원                 |  |  |                      |                      |                      |                      |                      |                      |  |  |                      |                      |                      |                      |                      |                      |  |  |                         |                      |                      |                      |                      |                      |  |  |                        |                        |                        |                        |                        |                        |  |  |  |  |
|                  |                  |                  |                  |                  |                  |  |  |                  |                  |                  |                  |                  |                  |  |  |             |             |             |             |             |             |  |  |                        |                        |                        |                        |                        |                        |  |  |                      |                      |                      |                      |                      |                      |  |  |                      |                      |                      |                      |                      |                      |  |  |                         |                      |                      |                      |                      |                      |  |  |                        |                        |                        |                        |                        |                        |  |  |  |  |
| 이공 제23대 순조 | 이공 제23대 순조 | 이공 제23대 순조 | 이공 제23대 순조 | 이공 제23대 순조 | 이공 제23대 순조 |  |  | 이광 전계대원군  | 이광 전계대원군  | 이광 전계대원군  | 이광 전계대원군  | 이광 전계대원군  | 이광 전계대원군  |  |  |             |             |             |             |             |             |  |  | 이구 남연군            | 이구 남연군            | 이구 남연군            | 이구 남연군            | 이구 남연군            | 이구 남연군            |  |  |                      |                      |                      |                      |                      |                      |  |  |                      |                      |                      |                      |                      |                      |  |  |                         |                      |                      |                      |                      |                      |  |  |                        |                        |                        |                        |                        |                        |  |  |  |  |
| 이공 제23대 순조 | 이공 제23대 순조 | 이공 제23대 순조 | 이공 제23대 순조 | 이공 제23대 순조 | 이공 제23대 순조 |  |  | 이광 전계대원군  | 이광 전계대원군  | 이광 전계대원군  | 이광 전계대원군  | 이광 전계대원군  | 이광 전계대원군  |  |  |             |             |             |             |             |             |  |  | 이구 남연군            | 이구 남연군            | 이구 남연군            | 이구 남연군            | 이구 남연군            | 이구 남연군            |  |  |                      |                      |                      |                      |                      |                      |  |  |                      |                      |                      |                      |                      |                      |  |  |                         |                      |                      |                      |                      |                      |  |  |                        |                        |                        |                        |                        |                        |  |  |  |  |
|                  |                  |                  |                  |                  |                  |  |  |                  |                  |                  |                  |                  |                  |  |  |             |             |             |             |             |             |  |  |                        |                        |                        |                        |                        |                        |  |  |                      |                      |                      |                      |                      |                      |  |  |                      |                      |                      |                      |                      |                      |  |  |                         |                      |                      |                      |                      |                      |  |  |                        |                        |                        |                        |                        |                        |  |  |  |  |
|                  |                  |                  |                  |                  |                  |  |  |                  |                  |                  |                  |                  |                  |  |  |             |             |             |             |             |             |  |  |                        |                        |                        |                        |                        |                        |  |  |                      |                      |                      |                      |                      |                      |  |  |                      |                      |                      |                      |                      |                      |  |  |                         |                      |                      |                      |                      |                      |  |  |                        |                        |                        |                        |                        |                        |  |  |  |  |
| 이영 문조        | 이영 문조        | 이영 문조        | 이영 문조        | 이영 문조        | 이영 문조        |  |  | 이변 제25대 철종 | 이변 제25대 철종 | 이변 제25대 철종 | 이변 제25대 철종 | 이변 제25대 철종 | 이변 제25대 철종 |  |  |             |             |             |             |             |             |  |  | 이창응 흥녕군          | 이창응 흥녕군          | 이창응 흥녕군          | 이창응 흥녕군          | 이창응 흥녕군          | 이창응 흥녕군          |  |  | 이재원 완림군        | 이재원 완림군        | 이재원 완림군        | 이재원 완림군        | 이재원 완림군        | 이재원 완림군        |  |  | 이기용 자작          | 이기용 자작          | 이기용 자작          | 이기용 자작          | 이기용 자작          | 이기용 자작          |  |  | 이광 의친왕의 7남       | 이광 의친왕의 7남    | 이광 의친왕의 7남    | 이광 의친왕의 7남    | 이광 의친왕의 7남    | 이광 의친왕의 7남    |  |  |                        |                        |                        |                        |                        |                        |  |  |  |  |
| 이영 문조        | 이영 문조        | 이영 문조        | 이영 문조        | 이영 문조        | 이영 문조        |  |  | 이변 제25대 철종 | 이변 제25대 철종 | 이변 제25대 철종 | 이변 제25대 철종 | 이변 제25대 철종 | 이변 제25대 철종 |  |  |             |             |             |             |             |             |  |  | 이창응 흥녕군          | 이창응 흥녕군          | 이창응 흥녕군          | 이창응 흥녕군          | 이창응 흥녕군          | 이창응 흥녕군          |  |  | 이재원 완림군        | 이재원 완림군        | 이재원 완림군        | 이재원 완림군        | 이재원 완림군        | 이재원 완림군        |  |  | 이기용 자작          | 이기용 자작          | 이기용 자작          | 이기용 자작          | 이기용 자작          | 이기용 자작          |  |  | 이광 의친왕의 7남       | 이광 의친왕의 7남    | 이광 의친왕의 7남    | 이광 의친왕의 7남    | 이광 의친왕의 7남    | 이광 의친왕의 7남    |  |  |                        |                        |                        |                        |                        |                        |  |  |  |  |
|                  |                  |                  |                  |                  |                  |  |  |                  |                  |                  |                  |                  |                  |  |  |             |             |             |             |             |             |  |  |                        |                        |                        |                        |                        |                        |  |  |                      |                      |                      |                      |                      |                      |  |  |                      |                      |                      |                      |                      |                      |  |  |                         |                      |                      |                      |                      |                      |  |  |                        |                        |                        |                        |                        |                        |  |  |  |  |
|                  |                  |                  |                  |                  |                  |  |  |                  |                  |                  |                  |                  |                  |  |  |             |             |             |             |             |             |  |  |                        |                        |                        |                        |                        |                        |  |  |                      |                      |                      |                      |                      |                      |  |  |                      |                      |                      |                      |                      |                      |  |  |                         |                      |                      |                      |                      |                      |  |  |                        |                        |                        |                        |                        |                        |  |  |  |  |
| 이환 제24대 헌종 | 이환 제24대 헌종 | 이환 제24대 헌종 | 이환 제24대 헌종 | 이환 제24대 헌종 | 이환 제24대 헌종 |  |  |                  |                  |                  |                  |                  |                  |  |  |             |             |             |             |             |             |  |  | 이정응 흥완군          | 이정응 흥완군          | 이정응 흥완군          | 이정응 흥완군          | 이정응 흥완군          | 이정응 흥완군          |  |  | 이재완 완순군·후작   | 이재완 완순군·후작   | 이재완 완순군·후작   | 이재완 완순군·후작   | 이재완 완순군·후작   | 이재완 완순군·후작   |  |  | 이달용 후작          | 이달용 후작          | 이달용 후작          | 이달용 후작          | 이달용 후작          | 이달용 후작          |  |  | 이해선                  | 이해선               | 이해선               | 이해선               | 이해선               | 이해선               |  |  | 이철주                 | 이철주                 | 이철주                 | 이철주                 | 이철주                 | 이철주                 |  |  |  |  |
| 이환 제24대 헌종 | 이환 제24대 헌종 | 이환 제24대 헌종 | 이환 제24대 헌종 | 이환 제24대 헌종 | 이환 제24대 헌종 |  |  |                  |                  |                  |                  |                  |                  |  |  |             |             |             |             |             |             |  |  | 이정응 흥완군          | 이정응 흥완군          | 이정응 흥완군          | 이정응 흥완군          | 이정응 흥완군          | 이정응 흥완군          |  |  | 이재완 완순군·후작   | 이재완 완순군·후작   | 이재완 완순군·후작   | 이재완 완순군·후작   | 이재완 완순군·후작   | 이재완 완순군·후작   |  |  | 이달용 후작          | 이달용 후작          | 이달용 후작          | 이달용 후작          | 이달용 후작          | 이달용 후작          |  |  | 이해선                  | 이해선               | 이해선               | 이해선               | 이해선               | 이해선               |  |  | 이철주                 | 이철주                 | 이철주                 | 이철주                 | 이철주                 | 이철주                 |  |  |  |  |
|                  |                  |                  |                  |                  |                  |  |  |                  |                  |                  |                  |                  |                  |  |  |             |             |             |             |             |             |  |  |                        |                        |                        |                        |                        |                        |  |  |                      |                      |                      |                      |                      |                      |  |  |                      |                      |                      |                      |                      |                      |  |  |                         |                      |                      |                      |                      |                      |  |  |                        |                        |                        |                        |                        |                        |  |  |  |  |
|                  |                  |                  |                  |                  |                  |  |  |                  |                  |                  |                  |                  |                  |  |  |             |             |             |             |             |             |  |  |                        |                        |                        |                        |                        |                        |  |  |                      |                      |                      |                      |                      |                      |  |  |                      |                      |                      |                      |                      |                      |  |  |                         |                      |                      |                      |                      |                      |  |  |                        |                        |                        |                        |                        |                        |  |  |  |  |
|                  |                  |                  |                  |                  |                  |  |  |                  |                  |                  |                  |                  |                  |  |  |             |             |             |             |             |             |  |  | 이최응 흥인군          | 이최응 흥인군          | 이최응 흥인군          | 이최응 흥인군          | 이최응 흥인군          | 이최응 흥인군          |  |  | 이재긍 완영군        | 이재긍 완영군        | 이재긍 완영군        | 이재긍 완영군        | 이재긍 완영군        | 이재긍 완영군        |  |  | 이지용 백작          | 이지용 백작          | 이지용 백작          | 이지용 백작          | 이지용 백작          | 이지용 백작          |  |  | 이해충                  | 이해충               | 이해충               | 이해충               | 이해충               | 이해충               |  |  | 이영주 백작            | 이영주 백작            | 이영주 백작            | 이영주 백작            | 이영주 백작            | 이영주 백작            |  |  |  |  |
|                  |                  |                  |                  |                  |                  |  |  |                  |                  |                  |                  |                  |                  |  |  |             |             |             |             |             |             |  |  | 이최응 흥인군          | 이최응 흥인군          | 이최응 흥인군          | 이최응 흥인군          | 이최응 흥인군          | 이최응 흥인군          |  |  | 이재긍 완영군        | 이재긍 완영군        | 이재긍 완영군        | 이재긍 완영군        | 이재긍 완영군        | 이재긍 완영군        |  |  | 이지용 백작          | 이지용 백작          | 이지용 백작          | 이지용 백작          | 이지용 백작          | 이지용 백작          |  |  | 이해충                  | 이해충               | 이해충               | 이해충               | 이해충               | 이해충               |  |  | 이영주 백작            | 이영주 백작            | 이영주 백작            | 이영주 백작            | 이영주 백작            | 이영주 백작            |  |  |  |  |
|                  |                  |                  |                  |                  |                  |  |  |                  |                  |                  |                  |                  |                  |  |  |             |             |             |             |             |             |  |  |                        |                        |                        |                        |                        |                        |  |  |                      |                      |                      |                      |                      |                      |  |  |                      |                      |                      |                      |                      |                      |  |  |                         |                      |                      |                      |                      |                      |  |  |                        |                        |                        |                        |                        |                        |  |  |  |  |
|                  |                  |                  |                  |                  |                  |  |  |                  |                  |                  |                  |                  |                  |  |  |             |             |             |             |             |             |  |  | 이하응 흥선대원군      | 이하응 흥선대원군      | 이하응 흥선대원군      | 이하응 흥선대원군      | 이하응 흥선대원군      | 이하응 흥선대원군      |  |  | 이재면 흥친왕        | 이재면 흥친왕        | 이재면 흥친왕        | 이재면 흥친왕        | 이재면 흥친왕        | 이재면 흥친왕        |  |  | 이준용 영선군        | 이준용 영선군        | 이준용 영선군        | 이준용 영선군        | 이준용 영선군        | 이준용 영선군        |  |  | 이우 의친왕의 2남       | 이우 의친왕의 2남    | 이우 의친왕의 2남    | 이우 의친왕의 2남    | 이우 의친왕의 2남    | 이우 의친왕의 2남    |  |  | 이청 장남              | 이청 장남              | 이청 장남              | 이청 장남              | 이청 장남              | 이청 장남              |  |  |  |  |
|                  |                  |                  |                  |                  |                  |  |  |                  |                  |                  |                  |                  |                  |  |  |             |             |             |             |             |             |  |  | 이하응 흥선대원군      | 이하응 흥선대원군      | 이하응 흥선대원군      | 이하응 흥선대원군      | 이하응 흥선대원군      | 이하응 흥선대원군      |  |  | 이재면 흥친왕        | 이재면 흥친왕        | 이재면 흥친왕        | 이재면 흥친왕        | 이재면 흥친왕        | 이재면 흥친왕        |  |  | 이준용 영선군        | 이준용 영선군        | 이준용 영선군        | 이준용 영선군        | 이준용 영선군        | 이준용 영선군        |  |  | 이우 의친왕의 2남       | 이우 의친왕의 2남    | 이우 의친왕의 2남    | 이우 의친왕의 2남    | 이우 의친왕의 2남    | 이우 의친왕의 2남    |  |  | 이청 장남              | 이청 장남              | 이청 장남              | 이청 장남              | 이청 장남              | 이청 장남              |  |  |  |  |
|                  |                  |                  |                  |                  |                  |  |  |                  |                  |                  |                  |                  |                  |  |  |             |             |             |             |             |             |  |  |                        |                        |                        |                        |                        |                        |  |  |                      |                      |                      |                      |                      |                      |  |  |                      |                      |                      |                      |                      |                      |  |  |                         |                      |                      |                      |                      |                      |  |  |                        |                        |                        |                        |                        |                        |  |  |  |  |
|                  |                  |                  |                  |                  |                  |  |  |                  |                  |                  |                  |                  |                  |  |  |             |             |             |             |             |             |  |  |                        |                        |                        |                        |                        |                        |  |  |                      |                      |                      |                      |                      |                      |  |  |                      |                      |                      |                      |                      |                      |  |  |                         |                      |                      |                      |                      |                      |  |  |                        |                        |                        |                        |                        |                        |  |  |  |  |
|                  |                  |                  |                  |                  |                  |  |  |                  |                  |                  |                  |                  |                  |  |  |             |             |             |             |             |             |  |  | 여흥 민씨 여흥부대부인 | 여흥 민씨 여흥부대부인 | 여흥 민씨 여흥부대부인 | 여흥 민씨 여흥부대부인 | 여흥 민씨 여흥부대부인 | 여흥 민씨 여흥부대부인 |  |  | 풍산 홍씨 정실       | 풍산 홍씨 정실       | 풍산 홍씨 정실       | 풍산 홍씨 정실       | 풍산 홍씨 정실       | 풍산 홍씨 정실       |  |  | 남양 홍씨 정실       | 남양 홍씨 정실       | 남양 홍씨 정실       | 남양 홍씨 정실       | 남양 홍씨 정실       | 남양 홍씨 정실       |  |  | 박찬주 박영효의 손녀    | 박찬주 박영효의 손녀 | 박찬주 박영효의 손녀 | 박찬주 박영효의 손녀 | 박찬주 박영효의 손녀 | 박찬주 박영효의 손녀 |  |  | 이종 차남              | 이종 차남              | 이종 차남              | 이종 차남              | 이종 차남              | 이종 차남              |  |  |  |  |
|                  |                  |                  |                  |                  |                  |  |  |                  |                  |                  |                  |                  |                  |  |  |             |             |             |             |             |             |  |  | 여흥 민씨 여흥부대부인 | 여흥 민씨 여흥부대부인 | 여흥 민씨 여흥부대부인 | 여흥 민씨 여흥부대부인 | 여흥 민씨 여흥부대부인 | 여흥 민씨 여흥부대부인 |  |  | 풍산 홍씨 정실       | 풍산 홍씨 정실       | 풍산 홍씨 정실       | 풍산 홍씨 정실       | 풍산 홍씨 정실       | 풍산 홍씨 정실       |  |  | 남양 홍씨 정실       | 남양 홍씨 정실       | 남양 홍씨 정실       | 남양 홍씨 정실       | 남양 홍씨 정실       | 남양 홍씨 정실       |  |  | 박찬주 박영효의 손녀    | 박찬주 박영효의 손녀 | 박찬주 박영효의 손녀 | 박찬주 박영효의 손녀 | 박찬주 박영효의 손녀 | 박찬주 박영효의 손녀 |  |  | 이종 차남              | 이종 차남              | 이종 차남              | 이종 차남              | 이종 차남              | 이종 차남              |  |  |  |  |
|                  |                  |                  |                  |                  |                  |  |  |                  |                  |                  |                  |                  |                  |  |  |             |             |             |             |             |             |  |  |                        |                        |                        |                        |                        |                        |  |  |                      |                      |                      |                      |                      |                      |  |  |                      |                      |                      |                      |                      |                      |  |  |                         |                      |                      |                      |                      |                      |  |  |                        |                        |                        |                        |                        |                        |  |  |  |  |
|                  |                  |                  |                  |                  |                  |  |  |                  |                  |                  |                  |                  |                  |  |  |             |             |             |             |             |             |  |  |                        |                        |                        |                        |                        |                        |  |  | 여주 이씨 계실       | 여주 이씨 계실       | 여주 이씨 계실       | 여주 이씨 계실       | 여주 이씨 계실       | 여주 이씨 계실       |  |  | 광산 김씨 계실       | 광산 김씨 계실       | 광산 김씨 계실       | 광산 김씨 계실       | 광산 김씨 계실       | 광산 김씨 계실       |  |  |                         |                      |                      |                      |                      |                      |  |  |                        |                        |                        |                        |                        |                        |  |  |  |  |
|                  |                  |                  |                  |                  |                  |  |  |                  |                  |                  |                  |                  |                  |  |  |             |             |             |             |             |             |  |  |                        |                        |                        |                        |                        |                        |  |  | 여주 이씨 계실       | 여주 이씨 계실       | 여주 이씨 계실       | 여주 이씨 계실       | 여주 이씨 계실       | 여주 이씨 계실       |  |  | 광산 김씨 계실       | 광산 김씨 계실       | 광산 김씨 계실       | 광산 김씨 계실       | 광산 김씨 계실       | 광산 김씨 계실       |  |  |                         |                      |                      |                      |                      |                      |  |  |                        |                        |                        |                        |                        |                        |  |  |  |  |
|                  |                  |                  |                  |                  |                  |  |  |                  |                  |                  |                  |                  |                  |  |  |             |             |             |             |             |             |  |  |                        |                        |                        |                        |                        |                        |  |  |                      |                      |                      |                      |                      |                      |  |  |                      |                      |                      |                      |                      |                      |  |  |                         |                      |                      |                      |                      |                      |  |  |                        |                        |                        |                        |                        |                        |  |  |  |  |
|                  |                  |                  |                  |                  |                  |  |  |                  |                  |                  |                  |                  |                  |  |  |             |             |             |             |             |             |  |  |                        |                        |                        |                        |                        |                        |  |  |                      |                      |                      |                      |                      |                      |  |  | 전순혁 소실          | 전순혁 소실          | 전순혁 소실          | 전순혁 소실          | 전순혁 소실          | 전순혁 소실          |  |  | 이진완 서녀             | 이진완 서녀          | 이진완 서녀          | 이진완 서녀          | 이진완 서녀          | 이진완 서녀          |  |  |                        |                        |                        |                        |                        |                        |  |  |  |  |
|                  |                  |                  |                  |                  |                  |  |  |                  |                  |                  |                  |                  |                  |  |  |             |             |             |             |             |             |  |  |                        |                        |                        |                        |                        |                        |  |  |                      |                      |                      |                      |                      |                      |  |  | 전순혁 소실          | 전순혁 소실          | 전순혁 소실          | 전순혁 소실          | 전순혁 소실          | 전순혁 소실          |  |  | 이진완 서녀             | 이진완 서녀          | 이진완 서녀          | 이진완 서녀          | 이진완 서녀          | 이진완 서녀          |  |  |                        |                        |                        |                        |                        |                        |  |  |  |  |
|                  |                  |                  |                  |                  |                  |  |  |                  |                  |                  |                  |                  |                  |  |  |             |             |             |             |             |             |  |  |                        |                        |                        |                        |                        |                        |  |  |                      |                      |                      |                      |                      |                      |  |  |                      |                      |                      |                      |                      |                      |  |  | 윤원선 윤치소의 3남     |                      |                      |                      |                      |                      |  |  |                        |                        |                        |                        |                        |                        |  |  |  |  |
|                  |                  |                  |                  |                  |                  |  |  |                  |                  |                  |                  |                  |                  |  |  |             |             |             |             |             |             |  |  |                        |                        |                        |                        |                        |                        |  |  |                      |                      |                      |                      |                      |                      |  |  |                      |                      |                      |                      |                      |                      |  |  |                         |                      |                      |                      |                      |                      |  |  |                        |                        |                        |                        |                        |                        |  |  |  |  |
|                  |                  |                  |                  |                  |                  |  |  |                  |                  |                  |                  |                  |                  |  |  |             |             |             |             |             |             |  |  |                        |                        |                        |                        |                        |                        |  |  |                      |                      |                      |                      |                      |                      |  |  | 이문용 차남          |                      |                      |                      |                      |                      |  |  |                         |                      |                      |                      |                      |                      |  |  |                        |                        |                        |                        |                        |                        |  |  |  |  |
|                  |                  |                  |                  |                  |                  |  |  |                  |                  |                  |                  |                  |                  |  |  |             |             |             |             |             |             |  |  |                        |                        |                        |                        |                        |                        |  |  |                      |                      |                      |                      |                      |                      |  |  |                      |                      |                      |                      |                      |                      |  |  |                         |                      |                      |                      |                      |                      |  |  |                        |                        |                        |                        |                        |                        |  |  |  |  |
|                  |                  |                  |                  |                  |                  |  |  |                  |                  |                  |                  |                  |                  |  |  |             |             |             |             |             |             |  |  |                        |                        |                        |                        |                        |                        |  |  |                      |                      |                      |                      |                      |                      |  |  |                      |                      |                      |                      |                      |                      |  |  |                         |                      |                      |                      |                      |                      |  |  |                        |                        |                        |                        |                        |                        |  |  |  |  |
|                  |                  |                  |                  |                  |                  |  |  |                  |                  |                  |                  |                  |                  |  |  |             |             |             |             |             |             |  |  |                        |                        |                        |                        |                        |                        |  |  |                      |                      |                      |                      |                      |                      |  |  | 전주 이씨 장녀       |                      |                      |                      |                      |                      |  |  |                         |                      |                      |                      |                      |                      |  |  |                        |                        |                        |                        |                        |                        |  |  |  |  |
|                  |                  |                  |                  |                  |                  |  |  |                  |                  |                  |                  |                  |                  |  |  |             |             |             |             |             |             |  |  |                        |                        |                        |                        |                        |                        |  |  |                      |                      |                      |                      |                      |                      |  |  |                      |                      |                      |                      |                      |                      |  |  |                         |                      |                      |                      |                      |                      |  |  |                        |                        |                        |                        |                        |                        |  |  |  |  |
|                  |                  |                  |                  |                  |                  |  |  |                  |                  |                  |                  |                  |                  |  |  |             |             |             |             |             |             |  |  |                        |                        |                        |                        |                        |                        |  |  |                      |                      |                      |                      |                      |                      |  |  |                      |                      |                      |                      |                      |                      |  |  |                         |                      |                      |                      |                      |                      |  |  |                        |                        |                        |                        |                        |                        |  |  |  |  |
|                  |                  |                  |                  |                  |                  |  |  |                  |                  |                  |                  |                  |                  |  |  |             |             |             |             |             |             |  |  |                        |                        |                        |                        |                        |                        |  |  |                      |                      |                      |                      |                      |                      |  |  | 김인규               |                      |                      |                      |                      |                      |  |  |                         |                      |                      |                      |                      |                      |  |  |                        |                        |                        |                        |                        |                        |  |  |  |  |
|                  |                  |                  |                  |                  |                  |  |  |                  |                  |                  |                  |                  |                  |  |  |             |             |             |             |             |             |  |  |                        |                        |                        |                        |                        |                        |  |  |                      |                      |                      |                      |                      |                      |  |  |                      |                      |                      |                      |                      |                      |  |  |                         |                      |                      |                      |                      |                      |  |  |                        |                        |                        |                        |                        |                        |  |  |  |  |
|                  |                  |                  |                  |                  |                  |  |  |                  |                  |                  |                  |                  |                  |  |  |             |             |             |             |             |             |  |  |                        |                        |                        |                        |                        |                        |  |  |                      |                      |                      |                      |                      |                      |  |  | 전주 이씨 차녀       |                      |                      |                      |                      |                      |  |  |                         |                      |                      |                      |                      |                      |  |  |                        |                        |                        |                        |                        |                        |  |  |  |  |
|                  |                  |                  |                  |                  |                  |  |  |                  |                  |                  |                  |                  |                  |  |  |             |             |             |             |             |             |  |  |                        |                        |                        |                        |                        |                        |  |  |                      |                      |                      |                      |                      |                      |  |  |                      |                      |                      |                      |                      |                      |  |  |                         |                      |                      |                      |                      |                      |  |  |                        |                        |                        |                        |                        |                        |  |  |  |  |
|                  |                  |                  |                  |                  |                  |  |  |                  |                  |                  |                  |                  |                  |  |  |             |             |             |             |             |             |  |  |                        |                        |                        |                        |                        |                        |  |  |                      |                      |                      |                      |                      |                      |  |  |                      |                      |                      |                      |                      |                      |  |  |                         |                      |                      |                      |                      |                      |  |  |                        |                        |                        |                        |                        |                        |  |  |  |  |
|                  |                  |                  |                  |                  |                  |  |  |                  |                  |                  |                  |                  |                  |  |  |             |             |             |             |             |             |  |  |                        |                        |                        |                        |                        |                        |  |  |                      |                      |                      |                      |                      |                      |  |  | 김두한               |                      |                      |                      |                      |                      |  |  |                         |                      |                      |                      |                      |                      |  |  |                        |                        |                        |                        |                        |                        |  |  |  |  |
|                  |                  |                  |                  |                  |                  |  |  |                  |                  |                  |                  |                  |                  |  |  |             |             |             |             |             |             |  |  |                        |                        |                        |                        |                        |                        |  |  |                      |                      |                      |                      |                      |                      |  |  |                      |                      |                      |                      |                      |                      |  |  |                         |                      |                      |                      |                      |                      |  |  |                        |                        |                        |                        |                        |                        |  |  |  |  |
|                  |                  |                  |                  |                  |                  |  |  |                  |                  |                  |                  |                  |                  |  |  |             |             |             |             |             |             |  |  |                        |                        |                        |                        |                        |                        |  |  |                      |                      |                      |                      |                      |                      |  |  |                      |                      |                      |                      |                      |                      |  |  |                         |                      |                      |                      |                      |                      |  |  |                        |                        |                        |                        |                        |                        |  |  |  |  |
|                  |                  |                  |                  |                  |                  |  |  |                  |                  |                  |                  |                  |                  |  |  |             |             |             |             |             |             |  |  |                        |                        |                        |                        |                        |                        |  |  | 주씨 소실            | 주씨 소실            | 주씨 소실            | 주씨 소실            | 주씨 소실            | 주씨 소실            |  |  | 전주 이씨 삼녀       | 전주 이씨 삼녀       | 전주 이씨 삼녀       | 전주 이씨 삼녀       | 전주 이씨 삼녀       | 전주 이씨 삼녀       |  |  |                         |                      |                      |                      |                      |                      |  |  |                        |                        |                        |                        |                        |                        |  |  |  |  |
|                  |                  |                  |                  |                  |                  |  |  |                  |                  |                  |                  |                  |                  |  |  |             |             |             |             |             |             |  |  |                        |                        |                        |                        |                        |                        |  |  | 주씨 소실            | 주씨 소실            | 주씨 소실            | 주씨 소실            | 주씨 소실            | 주씨 소실            |  |  | 전주 이씨 삼녀       | 전주 이씨 삼녀       | 전주 이씨 삼녀       | 전주 이씨 삼녀       | 전주 이씨 삼녀       | 전주 이씨 삼녀       |  |  |                         |                      |                      |                      |                      |                      |  |  |                        |                        |                        |                        |                        |                        |  |  |  |  |
|                  |                  |                  |                  |                  |                  |  |  |                  |                  |                  |                  |                  |                  |  |  |             |             |             |             |             |             |  |  |                        |                        |                        |                        |                        |                        |  |  |                      |                      |                      |                      |                      |                      |  |  |                      |                      |                      |                      |                      |                      |  |  |                         |                      |                      |                      |                      |                      |  |  |                        |                        |                        |                        |                        |                        |  |  |  |  |
|                  |                  |                  |                  |                  |                  |  |  |                  |                  |                  |                  |                  |                  |  |  |             |             |             |             |             |             |  |  |                        |                        |                        |                        |                        |                        |  |  |                      |                      |                      |                      |                      |                      |  |  | 김규정               |                      |                      |                      |                      |                      |  |  |                         |                      |                      |                      |                      |                      |  |  |                        |                        |                        |                        |                        |                        |  |  |  |  |
|                  |                  |                  |                  |                  |                  |  |  |                  |                  |                  |                  |                  |                  |  |  |             |             |             |             |             |             |  |  |                        |                        |                        |                        |                        |                        |  |  |                      |                      |                      |                      |                      |                      |  |  |                      |                      |                      |                      |                      |                      |  |  |                         |                      |                      |                      |                      |                      |  |  |                        |                        |                        |                        |                        |                        |  |  |  |  |
|                  |                  |                  |                  |                  |                  |  |  |                  |                  |                  |                  |                  |                  |  |  |             |             |             |             |             |             |  |  |                        |                        |                        |                        |                        |                        |  |  |                      |                      |                      |                      |                      |                      |  |  |                      |                      |                      |                      |                      |                      |  |  |                         |                      |                      |                      |                      |                      |  |  |                        |                        |                        |                        |                        |                        |  |  |  |  |
|                  |                  |                  |                  |                  |                  |  |  |                  |                  |                  |                  |                  |                  |  |  |             |             |             |             |             |             |  |  |                        |                        |                        |                        |                        |                        |  |  | 이희 제26대 고종     | 이희 제26대 고종     | 이희 제26대 고종     | 이희 제26대 고종     | 이희 제26대 고종     | 이희 제26대 고종     |  |  | 이척 제27대 순종     | 이척 제27대 순종     | 이척 제27대 순종     | 이척 제27대 순종     | 이척 제27대 순종     | 이척 제27대 순종     |  |  |                         |                      |                      |                      |                      |                      |  |  |                        |                        |                        |                        |                        |                        |  |  |  |  |
|                  |                  |                  |                  |                  |                  |  |  |                  |                  |                  |                  |                  |                  |  |  |             |             |             |             |             |             |  |  |                        |                        |                        |                        |                        |                        |  |  | 이희 제26대 고종     | 이희 제26대 고종     | 이희 제26대 고종     | 이희 제26대 고종     | 이희 제26대 고종     | 이희 제26대 고종     |  |  | 이척 제27대 순종     | 이척 제27대 순종     | 이척 제27대 순종     | 이척 제27대 순종     | 이척 제27대 순종     | 이척 제27대 순종     |  |  |                         |                      |                      |                      |                      |                      |  |  |                        |                        |                        |                        |                        |                        |  |  |  |  |
|                  |                  |                  |                  |                  |                  |  |  |                  |                  |                  |                  |                  |                  |  |  |             |             |             |             |             |             |  |  |                        |                        |                        |                        |                        |                        |  |  |                      |                      |                      |                      |                      |                      |  |  |                      |                      |                      |                      |                      |                      |  |  |                         |                      |                      |                      |                      |                      |  |  |                        |                        |                        |                        |                        |                        |  |  |  |  |
|                  |                  |                  |                  |                  |                  |  |  |                  |                  |                  |                  |                  |                  |  |  |             |             |             |             |             |             |  |  |                        |                        |                        |                        |                        |                        |  |  |                      |                      |                      |                      |                      |                      |  |  |                      |                      |                      |                      |                      |                      |  |  |                         |                      |                      |                      |                      |                      |  |  |                        |                        |                        |                        |                        |                        |  |  |  |  |
|                  |                  |                  |                  |                  |                  |  |  |                  |                  |                  |                  |                  |                  |  |  |             |             |             |             |             |             |  |  |                        |                        |                        |                        |                        |                        |  |  | 여흥 민씨 명성황후   | 여흥 민씨 명성황후   | 여흥 민씨 명성황후   | 여흥 민씨 명성황후   | 여흥 민씨 명성황후   | 여흥 민씨 명성황후   |  |  | 여흥 민씨 순명효황후 | 여흥 민씨 순명효황후 | 여흥 민씨 순명효황후 | 여흥 민씨 순명효황후 | 여흥 민씨 순명효황후 | 여흥 민씨 순명효황후 |  |  |                         |                      |                      |                      |                      |                      |  |  |                        |                        |                        |                        |                        |                        |  |  |  |  |
|                  |                  |                  |                  |                  |                  |  |  |                  |                  |                  |                  |                  |                  |  |  |             |             |             |             |             |             |  |  |                        |                        |                        |                        |                        |                        |  |  | 여흥 민씨 명성황후   | 여흥 민씨 명성황후   | 여흥 민씨 명성황후   | 여흥 민씨 명성황후   | 여흥 민씨 명성황후   | 여흥 민씨 명성황후   |  |  | 여흥 민씨 순명효황후 | 여흥 민씨 순명효황후 | 여흥 민씨 순명효황후 | 여흥 민씨 순명효황후 | 여흥 민씨 순명효황후 | 여흥 민씨 순명효황후 |  |  |                         |                      |                      |                      |                      |                      |  |  |                        |                        |                        |                        |                        |                        |  |  |  |  |
|                  |                  |                  |                  |                  |                  |  |  |                  |                  |                  |                  |                  |                  |  |  |             |             |             |             |             |             |  |  |                        |                        |                        |                        |                        |                        |  |  |                      |                      |                      |                      |                      |                      |  |  | 해평 윤씨 순정효황후 |                      |                      |                      |                      |                      |  |  |                         |                      |                      |                      |                      |                      |  |  |                        |                        |                        |                        |                        |                        |  |  |  |  |
|                  |                  |                  |                  |                  |                  |  |  |                  |                  |                  |                  |                  |                  |  |  |             |             |             |             |             |             |  |  |                        |                        |                        |                        |                        |                        |  |  |                      |                      |                      |                      |                      |                      |  |  |                      |                      |                      |                      |                      |                      |  |  |                         |                      |                      |                      |                      |                      |  |  |                        |                        |                        |                        |                        |                        |  |  |  |  |
|                  |                  |                  |                  |                  |                  |  |  |                  |                  |                  |                  |                  |                  |  |  |             |             |             |             |             |             |  |  |                        |                        |                        |                        |                        |                        |  |  |                      |                      |                      |                      |                      |                      |  |  |                      |                      |                      |                      |                      |                      |  |  |                         |                      |                      |                      |                      |                      |  |  |                        |                        |                        |                        |                        |                        |  |  |  |  |
|                  |                  |                  |                  |                  |                  |  |  |                  |                  |                  |                  |                  |                  |  |  |             |             |             |             |             |             |  |  |                        |                        |                        |                        |                        |                        |  |  | 영월 엄씨 순헌황귀비 | 영월 엄씨 순헌황귀비 | 영월 엄씨 순헌황귀비 | 영월 엄씨 순헌황귀비 | 영월 엄씨 순헌황귀비 | 영월 엄씨 순헌황귀비 |  |  | 이은 의민태자        | 이은 의민태자        | 이은 의민태자        | 이은 의민태자        | 이은 의민태자        | 이은 의민태자        |  |  | 이진 장남               | 이진 장남            | 이진 장남            | 이진 장남            | 이진 장남            | 이진 장남            |  |  |                        |                        |                        |                        |                        |                        |  |  |  |  |
|                  |                  |                  |                  |                  |                  |  |  |                  |                  |                  |                  |                  |                  |  |  |             |             |             |             |             |             |  |  |                        |                        |                        |                        |                        |                        |  |  | 영월 엄씨 순헌황귀비 | 영월 엄씨 순헌황귀비 | 영월 엄씨 순헌황귀비 | 영월 엄씨 순헌황귀비 | 영월 엄씨 순헌황귀비 | 영월 엄씨 순헌황귀비 |  |  | 이은 의민태자        | 이은 의민태자        | 이은 의민태자        | 이은 의민태자        | 이은 의민태자        | 이은 의민태자        |  |  | 이진 장남               | 이진 장남            | 이진 장남            | 이진 장남            | 이진 장남            | 이진 장남            |  |  |                        |                        |                        |                        |                        |                        |  |  |  |  |
|                  |                  |                  |                  |                  |                  |  |  |                  |                  |                  |                  |                  |                  |  |  |             |             |             |             |             |             |  |  |                        |                        |                        |                        |                        |                        |  |  |                      |                      |                      |                      |                      |                      |  |  |                      |                      |                      |                      |                      |                      |  |  |                         |                      |                      |                      |                      |                      |  |  |                        |                        |                        |                        |                        |                        |  |  |  |  |
|                  |                  |                  |                  |                  |                  |  |  |                  |                  |                  |                  |                  |                  |  |  |             |             |             |             |             |             |  |  |                        |                        |                        |                        |                        |                        |  |  |                      |                      |                      |                      |                      |                      |  |  |                      |                      |                      |                      |                      |                      |  |  |                         |                      |                      |                      |                      |                      |  |  |                        |                        |                        |                        |                        |                        |  |  |  |  |
|                  |                  |                  |                  |                  |                  |  |  |                  |                  |                  |                  |                  |                  |  |  |             |             |             |             |             |             |  |  |                        |                        |                        |                        |                        |                        |  |  |                      |                      |                      |                      |                      |                      |  |  | 마사코 의민태자비    | 마사코 의민태자비    | 마사코 의민태자비    | 마사코 의민태자비    | 마사코 의민태자비    | 마사코 의민태자비    |  |  | 이구 차남               | 이구 차남            | 이구 차남            | 이구 차남            | 이구 차남            | 이구 차남            |  |  | 이원 의친왕 9남의 장남 | 이원 의친왕 9남의 장남 | 이원 의친왕 9남의 장남 | 이원 의친왕 9남의 장남 | 이원 의친왕 9남의 장남 | 이원 의친왕 9남의 장남 |  |  |  |  |
|                  |                  |                  |                  |                  |                  |  |  |                  |                  |                  |                  |                  |                  |  |  |             |             |             |             |             |             |  |  |                        |                        |                        |                        |                        |                        |  |  |                      |                      |                      |                      |                      |                      |  |  | 마사코 의민태자비    | 마사코 의민태자비    | 마사코 의민태자비    | 마사코 의민태자비    | 마사코 의민태자비    | 마사코 의민태자비    |  |  | 이구 차남               | 이구 차남            | 이구 차남            | 이구 차남            | 이구 차남            | 이구 차남            |  |  | 이원 의친왕 9남의 장남 | 이원 의친왕 9남의 장남 | 이원 의친왕 9남의 장남 | 이원 의친왕 9남의 장남 | 이원 의친왕 9남의 장남 | 이원 의친왕 9남의 장남 |  |  |  |  |
|                  |                  |                  |                  |                  |                  |  |  |                  |                  |                  |                  |                  |                  |  |  |             |             |             |             |             |             |  |  |                        |                        |                        |                        |                        |                        |  |  |                      |                      |                      |                      |                      |                      |  |  |                      |                      |                      |                      |                      |                      |  |  |                         |                      |                      |                      |                      |                      |  |  |                        |                        |                        |                        |                        |                        |  |  |  |  |
|                  |                  |                  |                  |                  |                  |  |  |                  |                  |                  |                  |                  |                  |  |  |             |             |             |             |             |             |  |  |                        |                        |                        |                        |                        |                        |  |  |                      |                      |                      |                      |                      |                      |  |  |                      |                      |                      |                      |                      |                      |  |  | 줄리아 멀록 1982년 이혼 |                      |                      |                      |                      |                      |  |  |                        |                        |                        |                        |                        |                        |  |  |  |  |
|                  |                  |                  |                  |                  |                  |  |  |                  |                  |                  |                  |                  |                  |  |  |             |             |             |             |             |             |  |  |                        |                        |                        |                        |                        |                        |  |  |                      |                      |                      |                      |                      |                      |  |  |                      |                      |                      |                      |                      |                      |  |  |                         |                      |                      |                      |                      |                      |  |  |                        |                        |                        |                        |                        |                        |  |  |  |  |
|                  |                  |                  |                  |                  |                  |  |  |                  |                  |                  |                  |                  |                  |  |  |             |             |             |             |             |             |  |  |                        |                        |                        |                        |                        |                        |  |  |                      |                      |                      |                      |                      |                      |  |  |                      |                      |                      |                      |                      |                      |  |  |                         |                      |                      |                      |                      |                      |  |  |                        |                        |                        |                        |                        |                        |  |  |  |  |
|                  |                  |                  |                  |                  |                  |  |  |                  |                  |                  |                  |                  |                  |  |  |             |             |             |             |             |             |  |  |                        |                        |                        |                        |                        |                        |  |  | 경주 이씨 귀인       | 경주 이씨 귀인       | 경주 이씨 귀인       | 경주 이씨 귀인       | 경주 이씨 귀인       | 경주 이씨 귀인       |  |  | 이선 완친왕          | 이선 완친왕          | 이선 완친왕          | 이선 완친왕          | 이선 완친왕          | 이선 완친왕          |  |  |                         |                      |                      |                      |                      |                      |  |  |                        |                        |                        |                        |                        |                        |  |  |  |  |
|                  |                  |                  |                  |                  |                  |  |  |                  |                  |                  |                  |                  |                  |  |  |             |             |             |             |             |             |  |  |                        |                        |                        |                        |                        |                        |  |  | 경주 이씨 귀인       | 경주 이씨 귀인       | 경주 이씨 귀인       | 경주 이씨 귀인       | 경주 이씨 귀인       | 경주 이씨 귀인       |  |  | 이선 완친왕          | 이선 완친왕          | 이선 완친왕          | 이선 완친왕          | 이선 완친왕          | 이선 완친왕          |  |  |                         |                      |                      |                      |                      |                      |  |  |                        |                        |                        |                        |                        |                        |  |  |  |  |
|                  |                  |                  |                  |                  |                  |  |  |                  |                  |                  |                  |                  |                  |  |  |             |             |             |             |             |             |  |  |                        |                        |                        |                        |                        |                        |  |  |                      |                      |                      |                      |                      |                      |  |  |                      |                      |                      |                      |                      |                      |  |  |                         |                      |                      |                      |                      |                      |  |  |                        |                        |                        |                        |                        |                        |  |  |  |  |
|                  |                  |                  |                  |                  |                  |  |  |                  |                  |                  |                  |                  |                  |  |  |             |             |             |             |             |             |  |  |                        |                        |                        |                        |                        |                        |  |  |                      |                      |                      |                      |                      |                      |  |  |                      |                      |                      |                      |                      |                      |  |  |                         |                      |                      |                      |                      |                      |  |  |                        |                        |                        |                        |                        |                        |  |  |  |  |
|                  |                  |                  |                  |                  |                  |  |  |                  |                  |                  |                  |                  |                  |  |  |             |             |             |             |             |             |  |  |                        |                        |                        |                        |                        |                        |  |  | 덕수 장씨 귀인       | 덕수 장씨 귀인       | 덕수 장씨 귀인       | 덕수 장씨 귀인       | 덕수 장씨 귀인       | 덕수 장씨 귀인       |  |  | 이강 의친왕          | 이강 의친왕          | 이강 의친왕          | 이강 의친왕          | 이강 의친왕          | 이강 의친왕          |  |  |                         |                      |                      |                      |                      |                      |  |  |                        |                        |                        |                        |                        |                        |  |  |  |  |
|                  |                  |                  |                  |                  |                  |  |  |                  |                  |                  |                  |                  |                  |  |  |             |             |             |             |             |             |  |  |                        |                        |                        |                        |                        |                        |  |  | 덕수 장씨 귀인       | 덕수 장씨 귀인       | 덕수 장씨 귀인       | 덕수 장씨 귀인       | 덕수 장씨 귀인       | 덕수 장씨 귀인       |  |  | 이강 의친왕          | 이강 의친왕          | 이강 의친왕          | 이강 의친왕          | 이강 의친왕          | 이강 의친왕          |  |  |                         |                      |                      |                      |                      |                      |  |  |                        |                        |                        |                        |                        |                        |  |  |  |  |
|                  |                  |                  |                  |                  |                  |  |  |                  |                  |                  |                  |                  |                  |  |  |             |             |             |             |             |             |  |  |                        |                        |                        |                        |                        |                        |  |  |                      |                      |                      |                      |                      |                      |  |  |                      |                      |                      |                      |                      |                      |  |  |                         |                      |                      |                      |                      |                      |  |  |                        |                        |                        |                        |                        |                        |  |  |  |  |
|                  |                  |                  |                  |                  |                  |  |  |                  |                  |                  |                  |                  |                  |  |  |             |             |             |             |             |             |  |  |                        |                        |                        |                        |                        |                        |  |  |                      |                      |                      |                      |                      |                      |  |  | 연안 김씨 의친왕비   |                      |                      |                      |                      |                      |  |  |                         |                      |                      |                      |                      |                      |  |  |                        |                        |                        |                        |                        |                        |  |  |  |  |
|                  |                  |                  |                  |                  |                  |  |  |                  |                  |                  |                  |                  |                  |  |  |             |             |             |             |             |             |  |  |                        |                        |                        |                        |                        |                        |  |  |                      |                      |                      |                      |                      |                      |  |  |                      |                      |                      |                      |                      |                      |  |  |                         |                      |                      |                      |                      |                      |  |  |                        |                        |                        |                        |                        |                        |  |  |  |  |
|                  |                  |                  |                  |                  |                  |  |  |                  |                  |                  |                  |                  |                  |  |  |             |             |             |             |             |             |  |  |                        |                        |                        |                        |                        |                        |  |  |                      |                      |                      |                      |                      |                      |  |  |                      |                      |                      |                      |                      |                      |  |  |                         |                      |                      |                      |                      |                      |  |  |                        |                        |                        |                        |                        |                        |  |  |  |  |
|                  |                  |                  |                  |                  |                  |  |  |                  |                  |                  |                  |                  |                  |  |  |             |             |             |             |             |             |  |  |                        |                        |                        |                        |                        |                        |  |  |                      |                      |                      |                      |                      |                      |  |  | 수관당 정씨 측실     | 수관당 정씨 측실     | 수관당 정씨 측실     | 수관당 정씨 측실     | 수관당 정씨 측실     | 수관당 정씨 측실     |  |  | 이건 장남               | 이건 장남            | 이건 장남            | 이건 장남            | 이건 장남            | 이건 장남            |  |  | 이충 장남              | 이충 장남              | 이충 장남              | 이충 장남              | 이충 장남              | 이충 장남              |  |  |  |  |
|                  |                  |                  |                  |                  |                  |  |  |                  |                  |                  |                  |                  |                  |  |  |             |             |             |             |             |             |  |  |                        |                        |                        |                        |                        |                        |  |  |                      |                      |                      |                      |                      |                      |  |  | 수관당 정씨 측실     | 수관당 정씨 측실     | 수관당 정씨 측실     | 수관당 정씨 측실     | 수관당 정씨 측실     | 수관당 정씨 측실     |  |  | 이건 장남               | 이건 장남            | 이건 장남            | 이건 장남            | 이건 장남            | 이건 장남            |  |  | 이충 장남              | 이충 장남              | 이충 장남              | 이충 장남              | 이충 장남              | 이충 장남              |  |  |  |  |
|                  |                  |                  |                  |                  |                  |  |  |                  |                  |                  |                  |                  |                  |  |  |             |             |             |             |             |             |  |  |                        |                        |                        |                        |                        |                        |  |  |                      |                      |                      |                      |                      |                      |  |  |                      |                      |                      |                      |                      |                      |  |  |                         |                      |                      |                      |                      |                      |  |  |                        |                        |                        |                        |                        |                        |  |  |  |  |
|                  |                  |                  |                  |                  |                  |  |  |                  |                  |                  |                  |                  |                  |  |  |             |             |             |             |             |             |  |  |                        |                        |                        |                        |                        |                        |  |  |                      |                      |                      |                      |                      |                      |  |  |                      |                      |                      |                      |                      |                      |  |  |                         |                      |                      |                      |                      |                      |  |  |                        |                        |                        |                        |                        |                        |  |  |  |  |
|                  |                  |                  |                  |                  |                  |  |  |                  |                  |                  |                  |                  |                  |  |  |             |             |             |             |             |             |  |  |                        |                        |                        |                        |                        |                        |  |  |                      |                      |                      |                      |                      |                      |  |  |                      |                      |                      |                      |                      |                      |  |  | 요시코 1951년 이혼      | 요시코 1951년 이혼   | 요시코 1951년 이혼   | 요시코 1951년 이혼   | 요시코 1951년 이혼   | 요시코 1951년 이혼   |  |  | 이옥자 장녀            | 이옥자 장녀            | 이옥자 장녀            | 이옥자 장녀            | 이옥자 장녀            | 이옥자 장녀            |  |  |  |  |
|                  |                  |                  |                  |                  |                  |  |  |                  |                  |                  |                  |                  |                  |  |  |             |             |             |             |             |             |  |  |                        |                        |                        |                        |                        |                        |  |  |                      |                      |                      |                      |                      |                      |  |  |                      |                      |                      |                      |                      |                      |  |  | 요시코 1951년 이혼      | 요시코 1951년 이혼   | 요시코 1951년 이혼   | 요시코 1951년 이혼   | 요시코 1951년 이혼   | 요시코 1951년 이혼   |  |  | 이옥자 장녀            | 이옥자 장녀            | 이옥자 장녀            | 이옥자 장녀            | 이옥자 장녀            | 이옥자 장녀            |  |  |  |  |
|                  |                  |                  |                  |                  |                  |  |  |                  |                  |                  |                  |                  |                  |  |  |             |             |             |             |             |             |  |  |                        |                        |                        |                        |                        |                        |  |  |                      |                      |                      |                      |                      |                      |  |  |                      |                      |                      |                      |                      |                      |  |  |                         |                      |                      |                      |                      |                      |  |  |                        |                        |                        |                        |                        |                        |  |  |  |  |
|                  |                  |                  |                  |                  |                  |  |  |                  |                  |                  |                  |                  |                  |  |  |             |             |             |             |             |             |  |  |                        |                        |                        |                        |                        |                        |  |  |                      |                      |                      |                      |                      |                      |  |  |                      |                      |                      |                      |                      |                      |  |  |                         |                      |                      |                      |                      |                      |  |  | 이기 차남              |                        |                        |                        |                        |                        |  |  |  |  |
|                  |                  |                  |                  |                  |                  |  |  |                  |                  |                  |                  |                  |                  |  |  |             |             |             |             |             |             |  |  |                        |                        |                        |                        |                        |                        |  |  |                      |                      |                      |                      |                      |                      |  |  |                      |                      |                      |                      |                      |                      |  |  |                         |                      |                      |                      |                      |                      |  |  |                        |                        |                        |                        |                        |                        |  |  |  |  |
|                  |                  |                  |                  |                  |                  |  |  |                  |                  |                  |                  |                  |                  |  |  |             |             |             |             |             |             |  |  |                        |                        |                        |                        |                        |                        |  |  |                      |                      |                      |                      |                      |                      |  |  |                      |                      |                      |                      |                      |                      |  |  |                         |                      |                      |                      |                      |                      |  |  |                        |                        |                        |                        |                        |                        |  |  |  |  |
|                  |                  |                  |                  |                  |                  |  |  |                  |                  |                  |                  |                  |                  |  |  |             |             |             |             |             |             |  |  |                        |                        |                        |                        |                        |                        |  |  |                      |                      |                      |                      |                      |                      |  |  |                      |                      |                      |                      |                      |                      |  |  |                         |                      |                      |                      |                      |                      |  |  |                        |                        |                        |                        |                        |                        |  |  |  |  |
|                  |                  |                  |                  |                  |                  |  |  |                  |                  |                  |                  |                  |                  |  |  |             |             |             |             |             |             |  |  |                        |                        |                        |                        |                        |                        |  |  |                      |                      |                      |                      |                      |                      |  |  | 함개봉 측실          | 함개봉 측실          | 함개봉 측실          | 함개봉 측실          | 함개봉 측실          | 함개봉 측실          |  |  | 이갑 9남                | 이갑 9남             | 이갑 9남             | 이갑 9남             | 이갑 9남             | 이갑 9남             |  |  |                        |                        |                        |                        |                        |                        |  |  |  |  |
|                  |                  |                  |                  |                  |                  |  |  |                  |                  |                  |                  |                  |                  |  |  |             |             |             |             |             |             |  |  |                        |                        |                        |                        |                        |                        |  |  |                      |                      |                      |                      |                      |                      |  |  | 함개봉 측실          | 함개봉 측실          | 함개봉 측실          | 함개봉 측실          | 함개봉 측실          | 함개봉 측실          |  |  | 이갑 9남                | 이갑 9남             | 이갑 9남             | 이갑 9남             | 이갑 9남             | 이갑 9남             |  |  |                        |                        |                        |                        |                        |                        |  |  |  |  |
|                  |                  |                  |                  |                  |                  |  |  |                  |                  |                  |                  |                  |                  |  |  |             |             |             |             |             |             |  |  |                        |                        |                        |                        |                        |                        |  |  |                      |                      |                      |                      |                      |                      |  |  |                      |                      |                      |                      |                      |                      |  |  |                         |                      |                      |                      |                      |                      |  |  |                        |                        |                        |                        |                        |                        |  |  |  |  |
|                  |                  |                  |                  |                  |                  |  |  |                  |                  |                  |                  |                  |                  |  |  |             |             |             |             |             |             |  |  |                        |                        |                        |                        |                        |                        |  |  |                      |                      |                      |                      |                      |                      |  |  |                      |                      |                      |                      |                      |                      |  |  |                         |                      |                      |                      |                      |                      |  |  |                        |                        |                        |                        |                        |                        |  |  |  |  |
|                  |                  |                  |                  |                  |                  |  |  |                  |                  |                  |                  |                  |                  |  |  |             |             |             |             |             |             |  |  |                        |                        |                        |                        |                        |                        |  |  | 청주 양씨 귀인       | 청주 양씨 귀인       | 청주 양씨 귀인       | 청주 양씨 귀인       | 청주 양씨 귀인       | 청주 양씨 귀인       |  |  | 이덕혜 덕혜옹주      | 이덕혜 덕혜옹주      | 이덕혜 덕혜옹주      | 이덕혜 덕혜옹주      | 이덕혜 덕혜옹주      | 이덕혜 덕혜옹주      |  |  | 소 마사에               | 소 마사에            | 소 마사에            | 소 마사에            | 소 마사에            | 소 마사에            |  |  |                        |                        |                        |                        |                        |                        |  |  |  |  |
|                  |                  |                  |                  |                  |                  |  |  |                  |                  |                  |                  |                  |                  |  |  |             |             |             |             |             |             |  |  |                        |                        |                        |                        |                        |                        |  |  | 청주 양씨 귀인       | 청주 양씨 귀인       | 청주 양씨 귀인       | 청주 양씨 귀인       | 청주 양씨 귀인       | 청주 양씨 귀인       |  |  | 이덕혜 덕혜옹주      | 이덕혜 덕혜옹주      | 이덕혜 덕혜옹주      | 이덕혜 덕혜옹주      | 이덕혜 덕혜옹주      | 이덕혜 덕혜옹주      |  |  | 소 마사에               | 소 마사에            | 소 마사에            | 소 마사에            | 소 마사에            | 소 마사에            |  |  |                        |                        |                        |                        |                        |                        |  |  |  |  |
|                  |                  |                  |                  |                  |                  |  |  |                  |                  |                  |                  |                  |                  |  |  |             |             |             |             |             |             |  |  |                        |                        |                        |                        |                        |                        |  |  |                      |                      |                      |                      |                      |                      |  |  |                      |                      |                      |                      |                      |                      |  |  |                         |                      |                      |                      |                      |                      |  |  |                        |                        |                        |                        |                        |                        |  |  |  |  |
|                  |                  |                  |                  |                  |                  |  |  |                  |                  |                  |                  |                  |                  |  |  |             |             |             |             |             |             |  |  |                        |                        |                        |                        |                        |                        |  |  |                      |                      |                      |                      |                      |                      |  |  |                      |                      |                      |                      |                      |                      |  |  |                         |                      |                      |                      |                      |                      |  |  |                        |                        |                        |                        |                        |                        |  |  |  |  |
|                  |                  |                  |                  |                  |                  |  |  |                  |                  |                  |                  |                  |                  |  |  |             |             |             |             |             |             |  |  |                        |                        |                        |                        |                        |                        |  |  |                      |                      |                      |                      |                      |                      |  |  | 소 다케유키 백작     |                      |                      |                      |                      |                      |  |  |                         |                      |                      |                      |                      |                      |  |  |                        |                        |                        |                        |                        |                        |  |  |  |  |
|                  |                  |                  |                  |                  |                  |  |  |                  |                  |                  |                  |                  |                  |  |  |             |             |             |             |             |             |  |  |                        |                        |                        |                        |                        |                        |  |  |                      |                      |                      |                      |                      |                      |  |  |                      |                      |                      |                      |                      |                      |  |  |                         |                      |                      |                      |                      |                      |  |  |                        |                        |                        |                        |                        |                        |  |  |  |  |
|                  |                  |                  |                  |                  |                  |  |  |                  |                  |                  |                  |                  |                  |  |  |             |             |             |             |             |             |  |  |                        |                        |                        |                        |                        |                        |  |  | 전주 이씨 장녀       |                      |                      |                      |                      |                      |  |  |                      |                      |                      |                      |                      |                      |  |  |                         |                      |                      |                      |                      |                      |  |  |                        |                        |                        |                        |                        |                        |  |  |  |  |
|                  |                  |                  |                  |                  |                  |  |  |                  |                  |                  |                  |                  |                  |  |  |             |             |             |             |             |             |  |  |                        |                        |                        |                        |                        |                        |  |  |                      |                      |                      |                      |                      |                      |  |  |                      |                      |                      |                      |                      |                      |  |  |                         |                      |                      |                      |                      |                      |  |  |                        |                        |                        |                        |                        |                        |  |  |  |  |
|                  |                  |                  |                  |                  |                  |  |  |                  |                  |                  |                  |                  |                  |  |  |             |             |             |             |             |             |  |  |                        |                        |                        |                        |                        |                        |  |  |                      |                      |                      |                      |                      |                      |  |  |                      |                      |                      |                      |                      |                      |  |  |                         |                      |                      |                      |                      |                      |  |  |                        |                        |                        |                        |                        |                        |  |  |  |  |
|                  |                  |                  |                  |                  |                  |  |  |                  |                  |                  |                  |                  |                  |  |  |             |             |             |             |             |             |  |  |                        |                        |                        |                        |                        |                        |  |  | 조경호               |                      |                      |                      |                      |                      |  |  |                      |                      |                      |                      |                      |                      |  |  |                         |                      |                      |                      |                      |                      |  |  |                        |                        |                        |                        |                        |                        |  |  |  |  |
|                  |                  |                  |                  |                  |                  |  |  |                  |                  |                  |                  |                  |                  |  |  |             |             |             |             |             |             |  |  |                        |                        |                        |                        |                        |                        |  |  |                      |                      |                      |                      |                      |                      |  |  |                      |                      |                      |                      |                      |                      |  |  |                         |                      |                      |                      |                      |                      |  |  |                        |                        |                        |                        |                        |                        |  |  |  |  |
|                  |                  |                  |                  |                  |                  |  |  |                  |                  |                  |                  |                  |                  |  |  |             |             |             |             |             |             |  |  |                        |                        |                        |                        |                        |                        |  |  | 전주 이씨 삼녀       |                      |                      |                      |                      |                      |  |  |                      |                      |                      |                      |                      |                      |  |  |                         |                      |                      |                      |                      |                      |  |  |                        |                        |                        |                        |                        |                        |  |  |  |  |
|                  |                  |                  |                  |                  |                  |  |  |                  |                  |                  |                  |                  |                  |  |  |             |             |             |             |             |             |  |  |                        |                        |                        |                        |                        |                        |  |  |                      |                      |                      |                      |                      |                      |  |  |                      |                      |                      |                      |                      |                      |  |  |                         |                      |                      |                      |                      |                      |  |  |                        |                        |                        |                        |                        |                        |  |  |  |  |
|                  |                  |                  |                  |                  |                  |  |  |                  |                  |                  |                  |                  |                  |  |  |             |             |             |             |             |             |  |  |                        |                        |                        |                        |                        |                        |  |  |                      |                      |                      |                      |                      |                      |  |  |                      |                      |                      |                      |                      |                      |  |  |                         |                      |                      |                      |                      |                      |  |  |                        |                        |                        |                        |                        |                        |  |  |  |  |
|                  |                  |                  |                  |                  |                  |  |  |                  |                  |                  |                  |                  |                  |  |  |             |             |             |             |             |             |  |  |                        |                        |                        |                        |                        |                        |  |  | 조정구               |                      |                      |                      |                      |                      |  |  |                      |                      |                      |                      |                      |                      |  |  |                         |                      |                      |                      |                      |                      |  |  |                        |                        |                        |                        |                        |                        |  |  |  |  |
|                  |                  |                  |                  |                  |                  |  |  |                  |                  |                  |                  |                  |                  |  |  |             |             |             |             |             |             |  |  |                        |                        |                        |                        |                        |                        |  |  |                      |                      |                      |                      |                      |                      |  |  |                      |                      |                      |                      |                      |                      |  |  |                         |                      |                      |                      |                      |                      |  |  |                        |                        |                        |                        |                        |                        |  |  |  |  |
|                  |                  |                  |                  |                  |                  |  |  |                  |                  |                  |                  |                  |                  |  |  |             |             |             |             |             |             |  |  |                        |                        |                        |                        |                        |                        |  |  |                      |                      |                      |                      |                      |                      |  |  |                      |                      |                      |                      |                      |                      |  |  |                         |                      |                      |                      |                      |                      |  |  |                        |                        |                        |                        |                        |                        |  |  |  |  |
|                  |                  |                  |                  |                  |                  |  |  |                  |                  |                  |                  |                  |                  |  |  |             |             |             |             |             |             |  |  | 계성월 소실            | 계성월 소실            | 계성월 소실            | 계성월 소실            | 계성월 소실            | 계성월 소실            |  |  | 이재선 완은군        | 이재선 완은군        | 이재선 완은군        | 이재선 완은군        | 이재선 완은군        | 이재선 완은군        |  |  | 이주용               | 이주용               | 이주용               | 이주용               | 이주용               | 이주용               |  |  |                         |                      |                      |                      |                      |                      |  |  |                        |                        |                        |                        |                        |                        |  |  |  |  |
|                  |                  |                  |                  |                  |                  |  |  |                  |                  |                  |                  |                  |                  |  |  |             |             |             |             |             |             |  |  | 계성월 소실            | 계성월 소실            | 계성월 소실            | 계성월 소실            | 계성월 소실            | 계성월 소실            |  |  | 이재선 완은군        | 이재선 완은군        | 이재선 완은군        | 이재선 완은군        | 이재선 완은군        | 이재선 완은군        |  |  | 이주용               | 이주용               | 이주용               | 이주용               | 이주용               | 이주용               |  |  |                         |                      |                      |                      |                      |                      |  |  |                        |                        |                        |                        |                        |                        |  |  |  |  |
|                  |                  |                  |                  |                  |                  |  |  |                  |                  |                  |                  |                  |                  |  |  |             |             |             |             |             |             |  |  |                        |                        |                        |                        |                        |                        |  |  |                      |                      |                      |                      |                      |                      |  |  |                      |                      |                      |                      |                      |                      |  |  |                         |                      |                      |                      |                      |                      |  |  |                        |                        |                        |                        |                        |                        |  |  |  |  |
|                  |                  |                  |                  |                  |                  |  |  |                  |                  |                  |                  |                  |                  |  |  |             |             |             |             |             |             |  |  |                        |                        |                        |                        |                        |                        |  |  | 전주 이씨 차녀       |                      |                      |                      |                      |                      |  |  |                      |                      |                      |                      |                      |                      |  |  |                         |                      |                      |                      |                      |                      |  |  |                        |                        |                        |                        |                        |                        |  |  |  |  |
|                  |                  |                  |                  |                  |                  |  |  |                  |                  |                  |                  |                  |                  |  |  |             |             |             |             |             |             |  |  |                        |                        |                        |                        |                        |                        |  |  |                      |                      |                      |                      |                      |                      |  |  |                      |                      |                      |                      |                      |                      |  |  |                         |                      |                      |                      |                      |                      |  |  |                        |                        |                        |                        |                        |                        |  |  |  |  |
|                  |                  |                  |                  |                  |                  |  |  |                  |                  |                  |                  |                  |                  |  |  |             |             |             |             |             |             |  |  |                        |                        |                        |                        |                        |                        |  |  |                      |                      |                      |                      |                      |                      |  |  |                      |                      |                      |                      |                      |                      |  |  |                         |                      |                      |                      |                      |                      |  |  |                        |                        |                        |                        |                        |                        |  |  |  |  |
|                  |                  |                  |                  |                  |                  |  |  |                  |                  |                  |                  |                  |                  |  |  |             |             |             |             |             |             |  |  |                        |                        |                        |                        |                        |                        |  |  | 이윤용 남작          |                      |                      |                      |                      |                      |  |  |                      |                      |                      |                      |                      |                      |  |  |                         |                      |                      |                      |                      |                      |  |  |                        |                        |                        |                        |                        |                        |  |  |  |  |

- 할아버지 : 남연군(1788년 ~ 1836년)
- 아버지 : 흥선대원왕(興善大院王, 1820년 ~ 1898년 2월)
- 어머니 : 여흥대원비 민씨(1818년 ~ 1898년 1월)
- 첫째 부인 : 풍산 홍씨(豊山 洪氏, 1844년 4월 8일 ~ 1887년 12월 19일), 통덕랑(通德郞) 풍산인(豊山人) 홍병주(洪秉周)의 딸.
  - 장남 : 영선군 이준용(永宣君 李埈鎔, 1870년 ~ 1917년)
  - 며느리 : 군부인 증 흥친왕비 남양홍씨, 판서(判書) 남양인(南陽人) 홍종석(洪鍾奭)의 딸.
    - 양손자 : 이우(1912년 ~ 1945년), 조카 의친왕의 차남
    - 양손부 : 박찬주, 박영효의 손녀

  - 며느리 : 광산김씨(1878년 ~ 1955년), 광산인(光山人) 김재정(金在鼎)의 딸.
  - 첩며느리 : 이옥경[27] 총독부 간부나 고위 장성과 어울려 친일 행각을 벌였다.[27]
  - 첩며느리 : 전순혁
    - 서손녀 : 이진완 (李辰琬, 1916년 ~ 1997년, 전 대한민국 대통령 윤보선의 동생 윤원선과 결혼)
    - 서손녀사위 : 윤원선(尹源善, 1910년 ~ 1971년)

  - 2남 : 이문용(李𪣢鎔, 1882년 ~ 1901년)
  - 며느리: 정부인 김용규(貞夫人 金鎔圭, 안동김씨(安東金氏), 1879년 8월 18일 ~ ?), 교관(敎官) 김병일(金炳日)의 딸.
  - 장녀 : 왕녀 이씨, 작호 없음, 군수(郡守) 김인규(金仁圭)에게 출가.
    - 외손자 : 김진숙(金鎭宿)
    - 외손자 : 김효진(金孝鎭)

  - 2녀 : 왕녀 이씨, 작호 없음(? - 1924년 8월 21일, 비서승(秘書丞) 김두한(金斗漢)에게 출가.)
- 둘째 부인(계실) : 흥친왕비 여주 이씨(驪州 李氏, 1883년 6월 7일 ~ 1978년 1월 8일), 참봉(參奉) 여주인(驪州人) 이인구(李麟九)의 딸.
  - 3녀 : 왕녀 이씨(1911년 2월 3일 ~ 1912년 8월 29일)
- 첩실 : 신안 주씨, 대광보국승록대부 우의정 주용선, 양첩 담양 전씨 사이 5서녀
  - 3녀 : 왕녀 이씨, 작호 없음, 주사(主事) 김규정(金奎定)에게 출가.
- 동생 : 고종(高宗, 1852년 ~ 1919년)
- 서모 : 계성월(? ~ ?)
  - 서형 : 완은군 이재선(完恩君 李載先, 1842년 ~ 1881년)
  - 서형수 : 군부인 신씨(郡夫人申氏, 1844년 8월 ~ ?)
    - 서조카 : 이관용, 이창화

  - 이복 여동생 : 이씨(李氏, ? - 1869년)
  - 이복 매제 : 이윤용, 이호준의 서자, 이완용의 서형
- 서모 : 추선(秋善, 또는 초선, ? ~ 1885년 8월)
- 처부 : 홍종석(洪鍾奭)
- 처부 : 이인구(李麟九, 1856년 10월 26일 - ?)

## 평가
호탕한 성격의 아버지인 흥선대원군이나 아들 영선군과는 다르게 유유한 성격을 가진 호인형의 인물로 그는 위험한 줄타기에도 불구하고 노련한 처신으로 천수(天壽)를 보존했다. 한때 아버지 흥선대원군은 그를 추대하고 섭정이 될 계획을 세웠지만 그의 우유부단한 성격과 호인적인 성격만큼은 마음에 들어하지 않았다. 흥선대원군은 그 대신 이재선을 추대하려 했다가 이재선이 처형당한 뒤에는 그의 아들 이준용을 왕으로 세우려 했다. 아버지 흥선대원군이 자신의 아들 영선군 준을 동생 고종의 대안자로 지목하면서 그는 이준용과 고종의 사이에서 방관자로 남았다.

## 흥친왕을 연기한 배우들
- 김천만 - 《풍운》, 1982년 - KBS 드라마
- 이원재 - 《대원군》, 1990년 - MBC 드라마
- 이문환 - 《찬란한 여명》, 1995년 - KBS 드라마
- 한범희 - 《명성황후》, 2001년 - KBS 드라마
- 정재곤 - 《장사의 신 - 객주 2015》, 2015년 - KBS 드라마

## 같이 보기
| - 흥선대원군 - 여흥부대부인 - 운현궁 - 고종 - 순종 - 흥인군 - 이재선 - 명성황후 - 이준용 - 이관용 | - 을미사변 - 아관파천 - 갑신정변 - 의친왕 - 영친왕 - 귀인 이씨 - 귀인 장씨 - 김홍집 - 홍영식 - 윤치호 | - 을미사변 - 박영효 - 이우 - 박찬주 - 완친왕 |

## 참고 자료
- 친일반민족행위진상규명위원회 (2006년 12월). 〈이재면〉 (PDF). 《2006년도 조사보고서 II - 친일반민족행위결정이유서》. 서울. 162~170쪽쪽. 발간등록번호 11-1560010-0000002-10. 2007년 9월 26일에 원본 문서 (PDF)에서 보존된 문서. 2007년 6월 18일에 확인함.
- http://www.donga.com/fbin/output?n=200601100094

## 참고 문헌
- 고종실록
- 순종실록
- 일성록
- 승정원일기
- 고종시대사
- 조선신사명감(朝鮮紳士名鑑)
- 국조방목
- 한국통사(박은식 저)

## 관련 서적
- 석파학술연구원, 《흥선대원군 사료휘편 (전4권)》 (현음사, 2005)
- 김제방, 《흥선 대원군·명성황후》 (지문사, 2003)
- 연갑수, 《대원군 집권기 부국 강병 정책 연구》 (연갑수 저, 서울대학교 출판부, 2001) ISBN 978-89-521-0240-9
- 연갑수, 《고종대 정치변동 연구》 (일지사, 2008)

| 전임 홍순목 | 조선의 섭정 1883년 ~ 1884년 | 후임 김병국 |

| 전임 이하응 (흥선대원왕) | 제2대 운현궁 종주 1898년 ~ 1912년 | 후임 이준용 (영선군) |